# 横手市
横手市（よこてし）は、秋田県東南部に位置する市。毎年2月に行われる伝統行事のかまくらや、日本三大焼きそばの一つに数えられる横手やきそばで知られている。

## 概要
秋田県の内陸南部に広がる横手盆地の中央部に位置し、市の西部では一級河川の雄物川が南北に縦貫して流れている。東部は奥羽山脈、西部は出羽山地が連なっており、その中部には水田地帯が広がっている。秋田県内では秋田市についで第2位の人口規模を擁しており、県南地域の中心都市となっている。
現在の横手市の市域は奈良時代に設置された「平鹿郡」の範囲に相当し、古代より横手市は一つの地域としてのまとまりを持っていた。平鹿郡の中心都市は横手であり、横手は雄物川の支流である横手川沿いに発達し、戦国時代には出羽国において勢力を誇った小野寺氏の居城である横手城が置かれた。横手城は、江戸時代の一国一城令において大館城（大館市）とともに例外措置によって存続し、以後は佐竹氏の一族戸村氏の城下町として栄えた。横手城は戊辰戦争で焼失したが、その後、横手公園として城址が整備され、現在は二の丸跡に建つ模擬天守から横手盆地を一望することができる。
2005年（平成17年）10月1日、旧横手市と、平鹿郡に属していた全町村（増田町、平鹿町、雄物川町、大森町、十文字町、山内村、大雄村）が郡市一体の合併をし、新制・横手市として発足。これにより、県庁所在地である秋田市を除いて県内で唯一の人口10万を超えるなど、県内第2の人口を有する都市となった。平成の市町村合併で10万人都市になった例は他にもあるが、横手市の場合は旧横手市と平鹿郡の生活圏がほぼ一致していたこともあり、同市の合併を促進した。
稲作を始めとする果樹・野菜などの生産が盛んで、農業産出額は県内第1位。市の東部にある丘陵ではリンゴ・ブドウ、十文字地域ではサクランボ、雄物川地域ではスイカなどの生産が盛ん。また大雄地域で生産されるホップは、生産量が全国トップに躍り出るなど盛んに生産が行われている。農産業の他、酒造業も盛ん。
横手インターチェンジに近接する柳田工業団地・横手第二工業団地を中心に自動車関連産業の集積が進んでおり、東海理化やイリソ電子工業などの進出が見られる。

## 地理

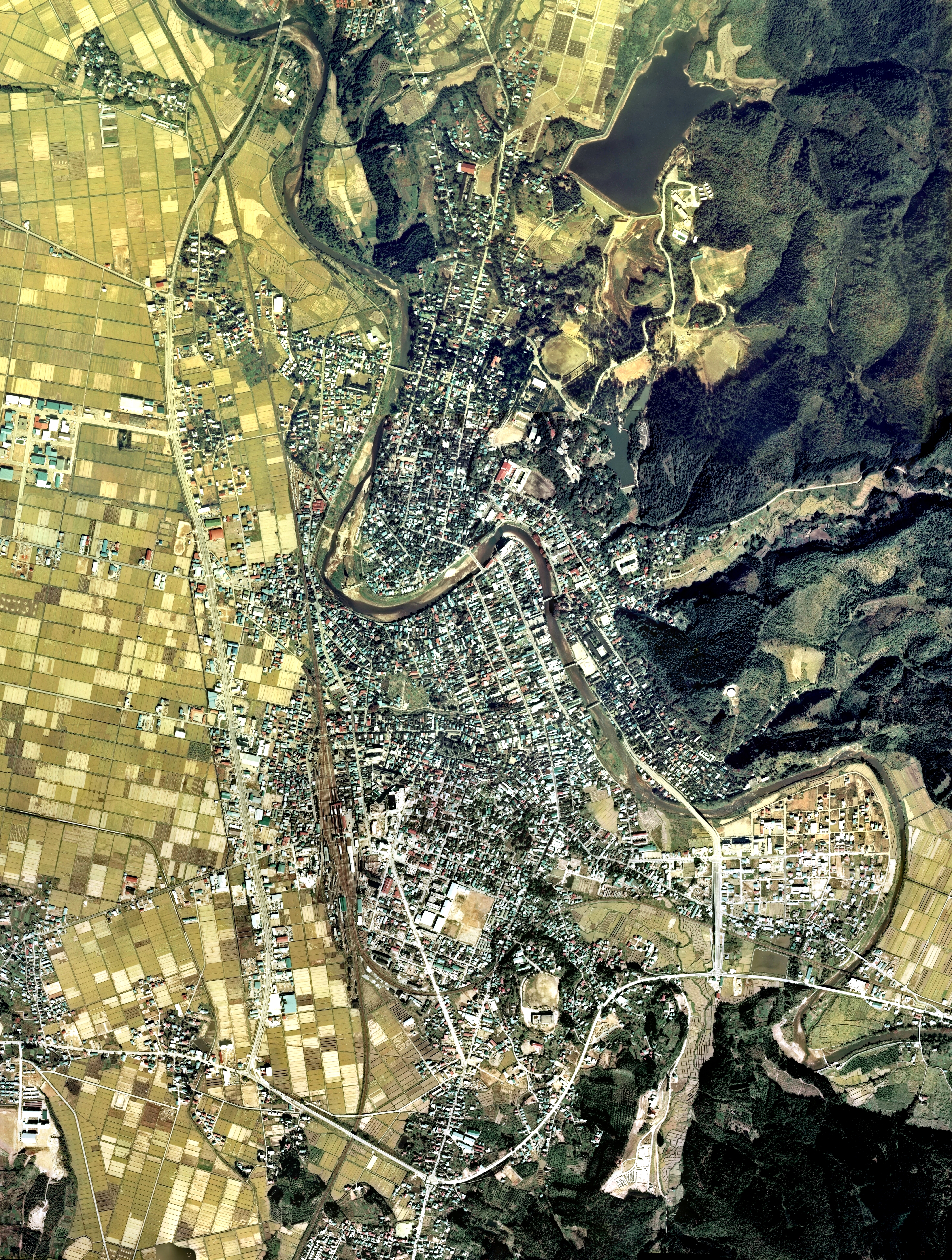
横手市中心部の空中写真。画像右下部より上方へ横手川が蛇行し流れ、川の両岸に市街地が形成されている。横手川の東岸一帯は横手城に隣接しており、緑豊な武家屋敷などが並ぶ城下町らしい街路形状を色濃く残している。1976年撮影の12枚を合成作成。
。

岩手県西和賀町と接する県境の市である。秋田県内では仙北郡美郷町、大仙市、由利本荘市、湯沢市、雄勝郡羽後町と東成瀬村に隣り合う。
横手盆地の中央部に位置し、東の奥羽山脈から流れる横手川が市街地を流れる。南北に国道13号及び東北中央自動車道、東西に国道107号及び秋田自動車道が通る交通の要衝である。ただ、秋田新幹線は市内を通っておらず、北接する大仙市に駅がある。秋田県の県庁所在地である秋田市からは約70km離れた場所にある。
面積は692.80km2で、全25市町村の中では鹿角市に次いで9位の広さ。秋田県全体の約6%を占める。東西に約45km、南北に約35kmの土地を有する。
気象庁の発表する緊急地震速報（地震に関する情報）で用いられる区域では、湯沢市、大仙市、仙北市、美郷町、羽後町、東成瀬村が共に秋田県内陸南部と区分されている。県内での地域区分としては県南に分類される。
- 山：黒森山、御嶽山、真人山、保呂羽山
- 河川：雄物川、横手川、大戸川、成瀬川、皆瀬川、狙半内川、山内黒沢川、大宮川
- 湖沼：大屋沼、田久保沼
- ダム：大松川ダム、相野々ダム

## 気候
寒暖の差が大きく気温の年較差、日較差が大きい顕著な大陸性気候である。太平洋側から吹く季節風が奥羽山脈を吹き下ろし、フェーン現象が発生することがある。過去29年間（1991年から2020年まで）の平年値で、年平均気温は11.2℃、平均日最高気温は15.9℃、平均日最低気温は7.1℃、年間降水量は1737.3mmである。
日本有数の豪雪地帯で冬季の積雪が多く、増田・大森・雄物川・山内地域（旧町村による区分）は特別豪雪地帯に指定されている。1973年（昭和48年）の昭和48年豪雪（四八豪雪）では、総降雪量が11.6m、最深積雪が最高2.5mに達した。
雪は、四八豪雪のほかに1980年（昭和55年）12月から1981年（昭和56年）にかけての五六豪雪や、1985年（昭和60年）12月から1986年（昭和61年）にかけての六一豪雪などでも記録的な数値であったが、平成後半～令和になってから積雪記録のランキングに顔を出すことが増えている。しかも「四八」や「五六」、「六一」の時よりも若年減と高齢化、除雪の財源不足で厳しい除雪環境となりこれの打破が当面の課題である。
| 極値        | 観測値  | 観測年月日                |
| ----------- | ------- | ------------------------- |
| 最高気温    | 39.2℃   | 2023年（令和5年）8月31日  |
| 最低気温    | -16.4℃  | 2018年（平成30年）2月2日  |
| 日降水量    | 262.0mm | 2017年（平成29年）7月22日 |
| 1時間降水量 | 68.5mm  | 2017年（平成29年）7月22日 |

| 横手市（1991年 - 2020年）の気候 | 横手市（1991年 - 2020年）の気候 | 横手市（1991年 - 2020年）の気候 | 横手市（1991年 - 2020年）の気候 | 横手市（1991年 - 2020年）の気候 | 横手市（1991年 - 2020年）の気候 | 横手市（1991年 - 2020年）の気候 | 横手市（1991年 - 2020年）の気候 | 横手市（1991年 - 2020年）の気候 | 横手市（1991年 - 2020年）の気候 | 横手市（1991年 - 2020年）の気候 | 横手市（1991年 - 2020年）の気候 | 横手市（1991年 - 2020年）の気候 | 横手市（1991年 - 2020年）の気候 |
| 月                              | 1月                             | 2月                             | 3月                             | 4月                             | 5月                             | 6月                             | 7月                             | 8月                             | 9月                             | 10月                            | 11月                            | 12月                            | 年                              |
| ------------------------------- | ------------------------------- | ------------------------------- | ------------------------------- | ------------------------------- | ------------------------------- | ------------------------------- | ------------------------------- | ------------------------------- | ------------------------------- | ------------------------------- | ------------------------------- | ------------------------------- | ------------------------------- |
| 最高気温記録 °C （°F）          | 11.3 (52.3)                     | 19.9 (67.8)                     | 22.5 (72.5)                     | 31.6 (88.9)                     | 33.7 (92.7)                     | 34.6 (94.3)                     | 38.1 (100.6)                    | 39.2 (102.6)                    | 36.7 (98.1)                     | 31.8 (89.2)                     | 25.9 (78.6)                     | 18.4 (65.1)                     | 39.2 (102.6)                    |
| 平均最高気温 °C （°F）          | 1.4 (34.5)                      | 2.6 (36.7)                      | 6.9 (44.4)                      | 15.0 (59)                       | 21.3 (70.3)                     | 25.2 (77.4)                     | 28.3 (82.9)                     | 30.0 (86)                       | 25.7 (78.3)                     | 19.0 (66.2)                     | 11.5 (52.7)                     | 4.2 (39.6)                      | 15.9 (60.6)                     |
| 日平均気温 °C （°F）            | −1.3 (29.7)                     | −0.8 (30.6)                     | 2.4 (36.3)                      | 8.9 (48)                        | 15.2 (59.4)                     | 19.7 (67.5)                     | 23.5 (74.3)                     | 24.7 (76.5)                     | 20.4 (68.7)                     | 13.6 (56.5)                     | 6.9 (44.4)                      | 1.1 (34)                        | 11.2 (52.2)                     |
| 平均最低気温 °C （°F）          | −4.3 (24.3)                     | −4.1 (24.6)                     | −1.5 (29.3)                     | 3.6 (38.5)                      | 9.9 (49.8)                      | 15.1 (59.2)                     | 19.7 (67.5)                     | 20.6 (69.1)                     | 16.1 (61)                       | 9.1 (48.4)                      | 2.9 (37.2)                      | −1.8 (28.8)                     | 7.1 (44.8)                      |
| 最低気温記録 °C （°F）          | −15.5 (4.1)                     | −16.4 (2.5)                     | −11.5 (11.3)                    | −6.5 (20.3)                     | −0.2 (31.6)                     | 5.7 (42.3)                      | 9.3 (48.7)                      | 11.2 (52.2)                     | 4.3 (39.7)                      | 0.0 (32)                        | −10.0 (14)                      | −15.9 (3.4)                     | −16.4 (2.5)                     |
| 降水量 mm （inch）              | 184.1 (7.248)                   | 119.5 (4.705)                   | 95.4 (3.756)                    | 85.3 (3.358)                    | 100.1 (3.941)                   | 113.8 (4.48)                    | 194.4 (7.654)                   | 183.6 (7.228)                   | 136.6 (5.378)                   | 144.6 (5.693)                   | 174.1 (6.854)                   | 206.0 (8.11)                    | 1,737.3 (68.398)                |
| 降雪量 cm （inch）              | 276 (108.7)                     | 202 (79.5)                      | 106 (41.7)                      | 6 (2.4)                         | 0 (0)                           | 0 (0)                           | 0 (0)                           | 0 (0)                           | 0 (0)                           | 0 (0)                           | 23 (9.1)                        | 186 (73.2)                      | 793 (312.2)                     |
| 平均月間日照時間                | 32.0                            | 52.6                            | 100.7                           | 157.0                           | 185.8                           | 172.0                           | 146.0                           | 177.7                           | 144.1                           | 130.8                           | 83.5                            | 38.3                            | 1,416.4                         |
| 出典1：気象庁                   |                                 |                                 |                                 |                                 |                                 |                                 |                                 |                                 |                                 |                                 |                                 |                                 |                                 |
| 出典2：気象庁                   |                                 |                                 |                                 |                                 |                                 |                                 |                                 |                                 |                                 |                                 |                                 |                                 |                                 |

## 歴史

### 市名の由来
「横手」という地名の初見史料は、南北朝時代である文和2年（1353年）6月17日付の箟峯寺（陸奥国遠田郡、現・宮城県遠田郡涌谷町）十一面観音像胎内経であり、「山北平賀横手」との記述が見られる。 
地名の由来については、江戸時代にこの地を訪れた菅江真澄が「雪の出羽路 平鹿郡」にて、川の氾濫を防ぐために築いた「横土堤・横土手（よこどて）」が転化して「横手」になったのではないかと書き残している。また、普通名詞の横手は「横の方面」を表すものであることから、単に「（本郷方面から明永見入野方面に至る通路、もしくは関根方面より御嶽山に向かう通路の）横の方向にある集落」を意味しているのではないかという説もある。

### 原始

#### 旧石器・縄文時代
横手市における旧石器時代から縄文時代前期にかけての遺跡は少なく、市内で発掘調査例があるのは岩瀬遺跡（山内土渕）のみとなっている。岩瀬遺跡は縄文時代草創期の遺跡で、横手川の河岸段丘上にあり、石器製作跡や集石、石匙などが出土している。岩瀬遺跡のように、この時期の横手盆地における遺跡は丘陵地や台地にて確認されており、盆地中央部では確認されない。これは、海面が現在よりも高かったために、河川の浸食作用が弱まり、対して堆積作用が強まったことにより河川の流路変動が上中流部で頻繁に起きていたからだと推測される。
縄文時代前期に当たる6,000年～5,500年前の時期からは竪穴建物からなるムラが発生し、定住生活が始まった。横手盆地において集落跡が確認されているのは前期後半期からで、雄物川地域の根羽子沢遺跡（雄物川町大沢）などが確認されている。この頃はまだ台地上に集落跡は位置していたが、中期以降から寒冷化が進んだことにより現在の気候に近づき、徐々に沖積地へと進出していった。流路変動の心配がなくなり、中期後葉から末葉期にかけては沖積地を中心に平野部に点在するようになり、多くの遺跡が見つかっている。

#### 弥生時代
弥生時代になると、ユーラシア大陸東部から九州北部に伝来した稲作や金属器が列島の北へと伝播し、横手盆地においても遠賀川系土器が見つかっていることから、西日本の文化が及んでいたことがうかがえる。弥生時代の遺跡は、横手地域の手取清水遺跡（塚堀）などがあり、弥生時代中期の集落跡が確認されているが、全体としてこの時代の遺跡は少ない。当時は寒冷な気候であったことから、横手盆地においては稲作文化は定着せず、大規模な集落が営まれることもなかった。

#### 古墳時代
市内で発掘された古墳時代の遺跡は、オホン清水B遺跡（塚堀）や一本杉遺跡（平鹿町下吉田）などが挙げられる。オホン清水B遺跡では、竪穴建物跡や須恵器有蓋高坏、土師器が見つかっており、この時代に横手盆地において古墳文化の集落が営まれていたことを示す。また、この時代の遺跡は横手盆地の中でも現在の横手市域に偏在しており、現在の国道107号に沿った形で、南方からではなく日本海側からの東西のルートで古墳文化が伝播してきたことが推測される。

### 古代

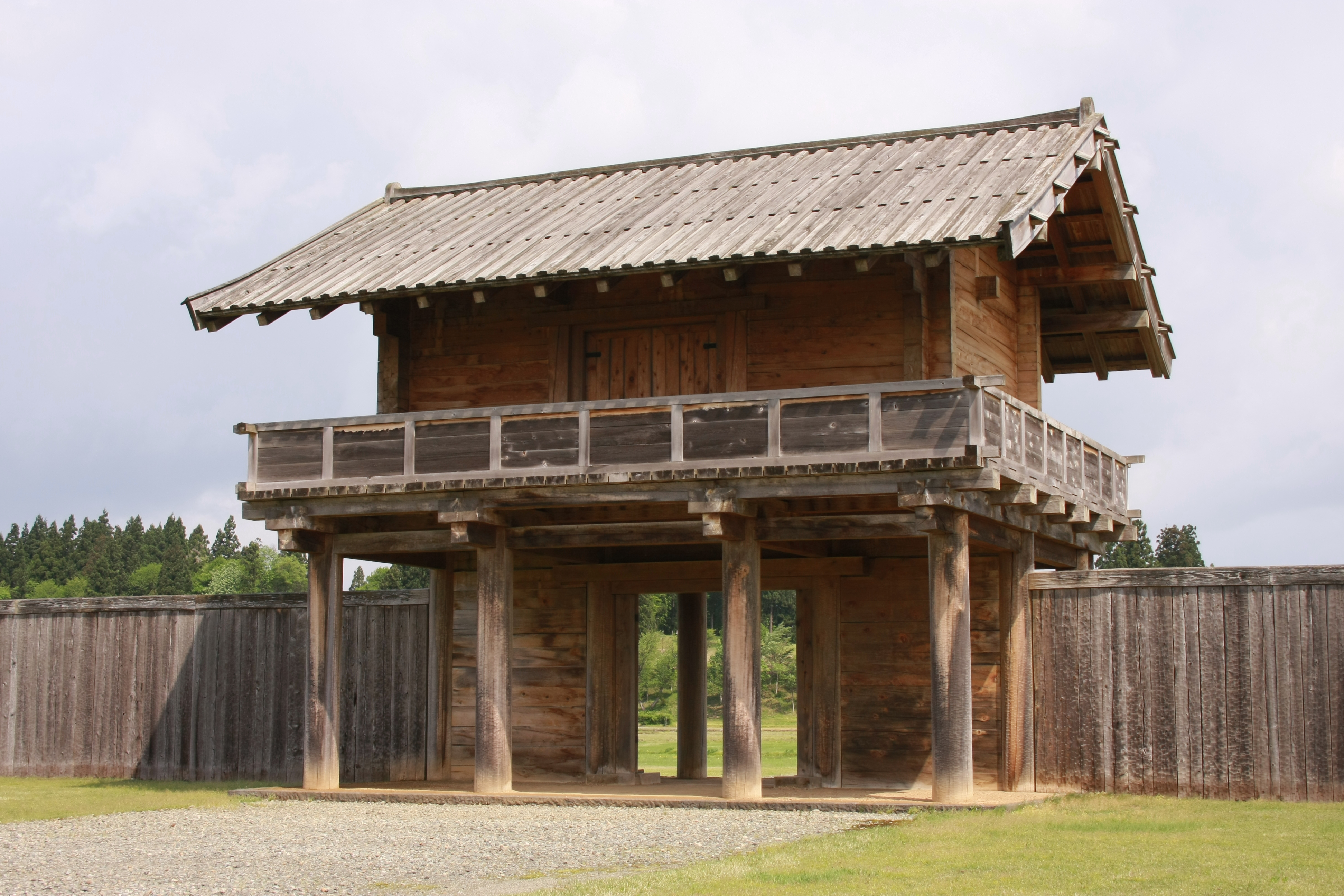
払田柵跡（大仙市・美郷町）

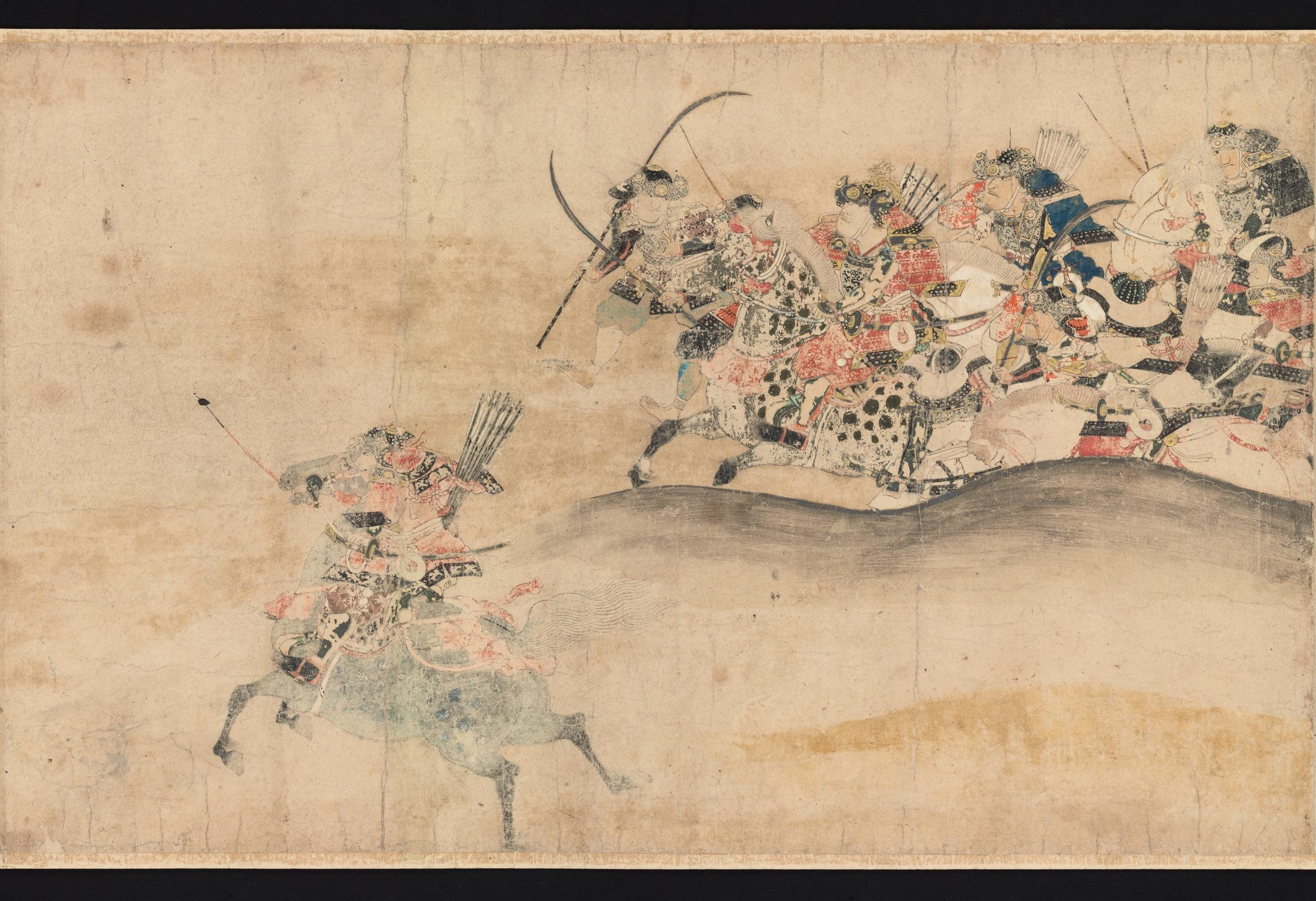
後三年合戦絵巻（後三年合戦金沢資料館所蔵）

日本が律令国家として始動した飛鳥時代には、集落跡である釘貫遺跡（雄物川町東里）などが見つかっており、釘貫遺跡においては7世紀後半から8世紀中頃の約100年間の存続が確認されている。
奈良時代になると東北まで朝廷の勢力が拡大するようになり、和銅元年（708年）には庄内平野を中心として出羽郡が建郡される。和銅5年（712年）には出羽郡を核として出羽国が設置され、8世紀半ばの天平5年（733年）に雄勝郡が、天平宝字3年（759年）に平鹿郡が設置された。平鹿郡は現在の横手市域に相当するものだが、この時点では山本郡（後の仙北郡）は成立しておらず、平鹿郡の郡域は山本郡にも及んでいた可能性もある。また、雄勝・平鹿の2郡が設置されたと同時期に、藤原朝狩によって天平宝字3年（759年）までに雄勝城が築造されている。雄勝城の位置については定かになっておらず、雄勝城と同時代の遺構は見つかっていない。現状、候補地として挙げられるのは、雄物川地域の造山地区である。造山地区の十三塚遺跡からは、秋田城や払田柵跡と同様に古代の瓦が出土しており、官衙建築や寺院との関連を連想される。
『続日本紀』より、雄勝・平鹿の両郡では蝦夷を除く百姓に口分田の班給を受けていたことが確認されており、また塩湯彦神社・保呂羽山波宇志別神社・副川神社の3延喜式内社が横手盆地を囲む農耕神であり、平鹿郡衛の存在が想定され、市内には条里制遺構と考えられる田圃がある。これに倣う形で2009年の住居表示で横手駅西地区に「条里」という地名が誕生している。また、横手盆地の開墾にまつわる伝説として「鳥の海の干拓」がある。
永保3年（1083年）から寛治元年（1087年）にかけて行われた後三年の役では、横手市内において沼柵や金沢柵が主な戦場となった。藤原清衡と清原家衡の対立が深まり、家衡は沼柵に立て籠もって戦ったとされる。後に家衡は金沢柵へと移り、清衡がこれを滅ぼした。

### 中世

#### 鎌倉時代
鎌倉時代に入り、文治5年（1185年）に源頼朝が奥州藤原氏を奥州合戦で滅亡させた後、鎌倉幕府による支配が進み、奥羽地方には多くの鎌倉御家人が入部した。平鹿郡においては、尾張国の松葉惟泰が入部し、平賀氏を名乗り地頭職を得た。鎌倉時代後期になると、「宮崎文書」の中に「西平鹿郡」という名称が使用されているのが確認できる。この史料は、中坊村（現在の大森町八沢木字中房の位置と推測される。）の地頭代官職の補佐に関するもので、この時期になると平賀氏の他にも平鹿郡を支配する一族がいて、平鹿郡が東西に分けられて支配されていたことが推測される。

#### 室町・戦国時代

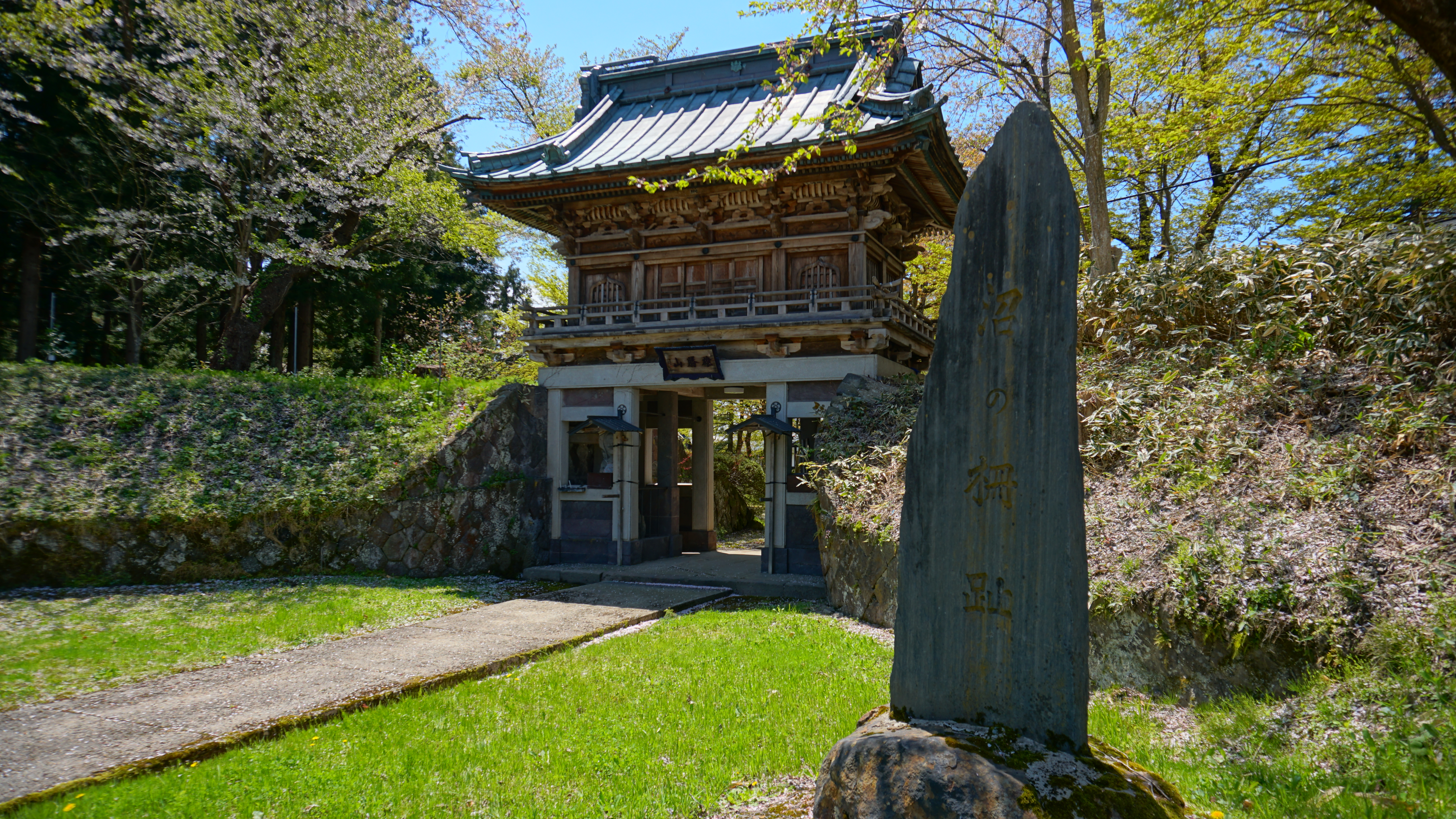
沼柵跡碑（雄勝山蔵光院、横手市雄物川町沼館）

横手市域への小野寺氏の進出は、大永年間（1521年～1528年）に小野寺稙道が稲庭城（雄勝郡）を弟である晴道に譲り、沼館城へと本拠地を移したことに始まる。沼館城は戦国時代に起こった後三年の役にて戦場となった「沼柵」を改修したものだとされており、 雄物川右岸の段丘上に位置する平城であった。ただ、稙道はわずか数年で本拠地を湯沢城へと移した。役内方面への警戒が高まり、沼館は軍事的要素が不足していたことが移転の理由と考えられる。
本拠地を湯沢へと移した稙道は、天文21年（1552年）に横手で起こった平城の乱にて敗死した。平城の乱は、横手佐渡守光盛と金沢金乗坊が逆心を企てたことで発したもので、これに気づいた稙道は平城を攻撃したが、逆に湯沢城へ攻め立てられて敗死した。また平城（ひらじょう）とは、現在の平城町から大水戸町の一帯に広がっていたとされる平城のことで、横手城（朝倉城）の前身となっている。

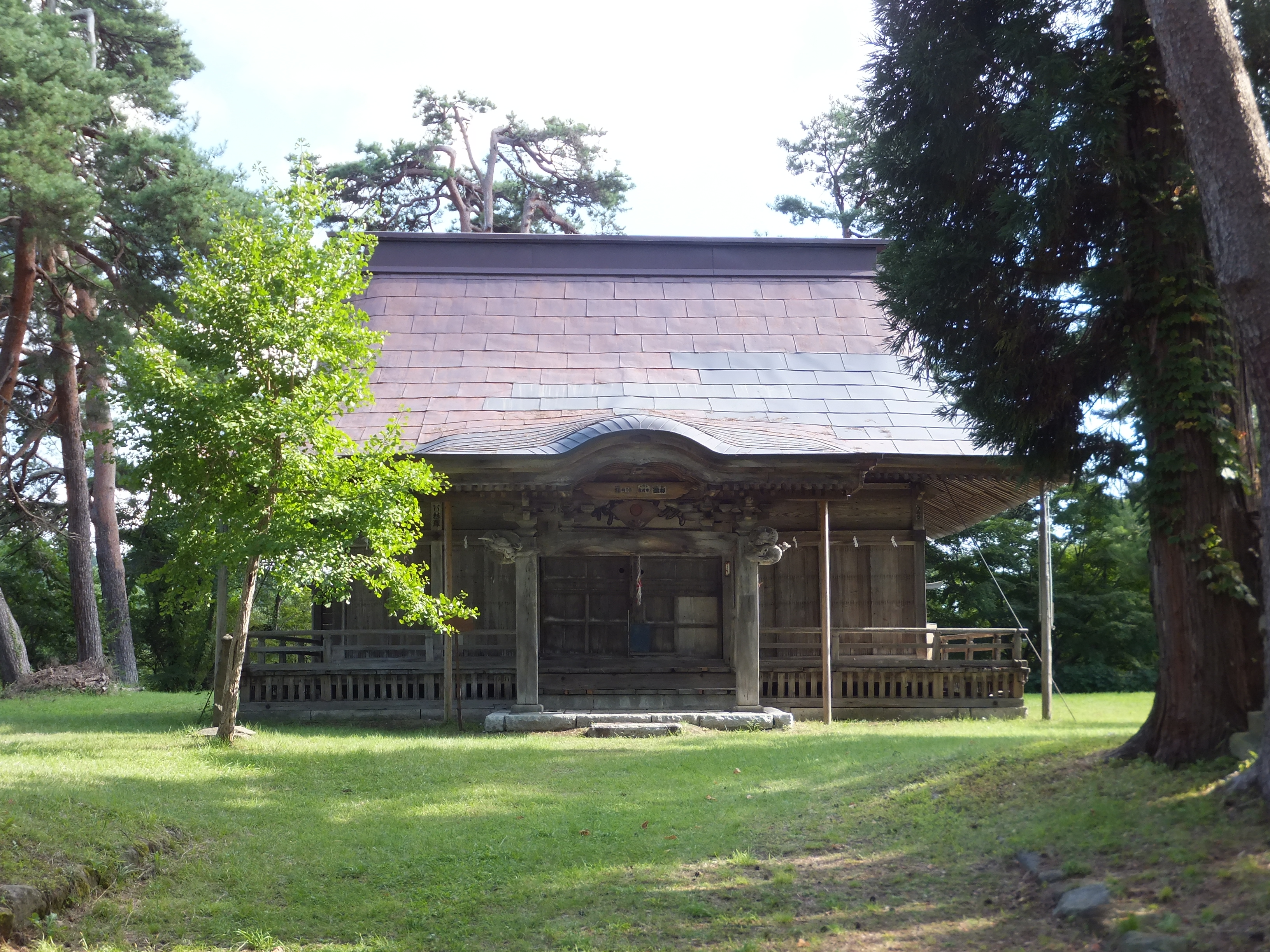
横手城の本丸跡に建つ秋田神社（横手公園、横手市城山町）

稙道の息子である輝道（後に景道と改名）は、本拠地を平城ではなく、これより北東約800m離れた丘陵上に新たに城を築いた。ここが市民から通称「お城山」と呼ばれる場所で、このときに横手城が築かれた。築城年については諸説あるが、天正7年（1579年）と言われている。また、小野寺氏は横手城の他に金沢城、増田城、浅舞城、大森城などに一族や重臣を置くなどし、支城支配を拡大していった。横手城をはじめ、これら各支城が置かれた集落は地域の中心集落、在郷町として発展し、現在の都市形成の基盤となった。
豊臣秀吉による奥州仕置に際し、小野寺氏は太閤検地に反対する仙北一揆が領内で起きたことを咎められ、天正19年（1591年）に自領の3分の1（湯沢・増田を中心とする地域）を没収されることになり、代わりに最上氏の支配下に入った。

### 近世

#### 安土桃山時代
関ヶ原の戦いが行われた慶長5年（1600年）には、出羽国においても合戦が勃発し、この合戦において小野寺氏は最上氏に降伏し、横手城を開城することになった。慶長6年（1601年）に小野寺氏は改易となり、横手盆地から小野寺氏が去ることになった。

#### 江戸時代

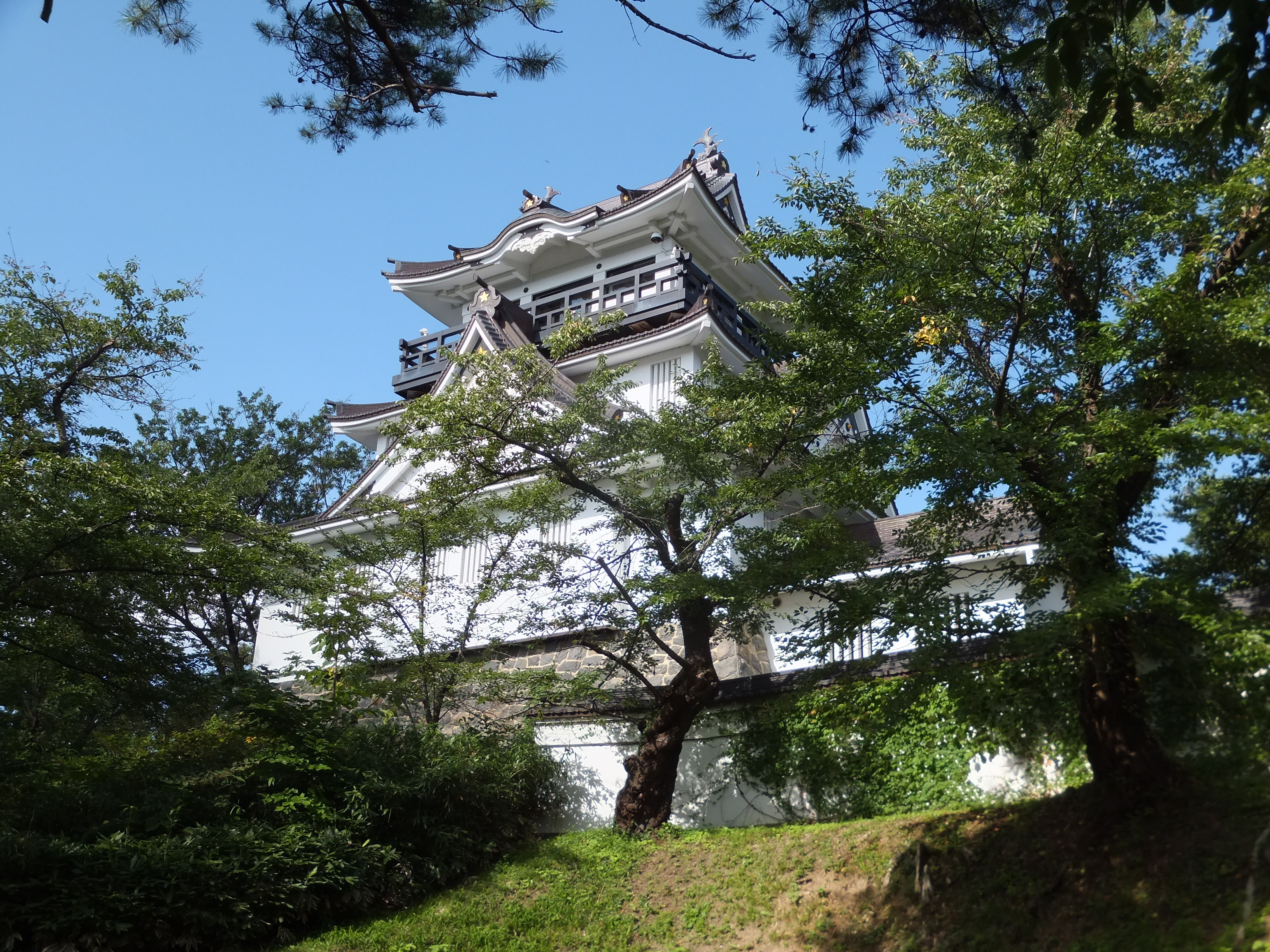
横手城模擬天守（横手公園）

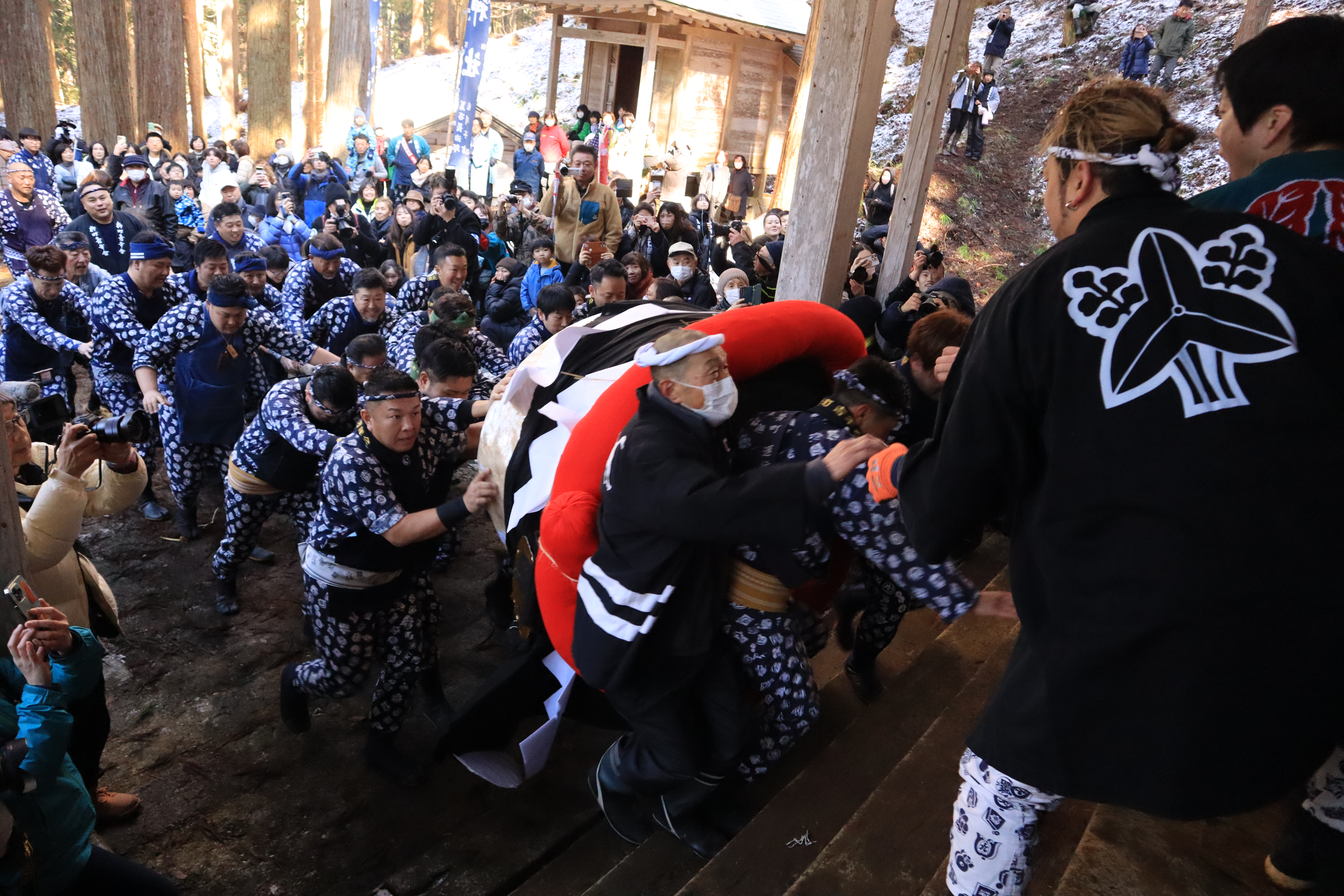
旭岡山神社の梵天奉納祭

小野寺氏が改易された後、秋田には慶長7年（1602年）に佐竹義宣が入封し、それまで秋田実季が居城としていた土崎湊城（現在の秋田市内）に入城した。横手には城代が置かれ、5代からは戸村氏一族が明治まで城代を継続することになる。なお、平鹿郡内においては、豊臣仕置軍により支城の大半が破却されており、小野寺氏が改易された際には横手城・浅舞城・大森城などが残されるのみだった。元和6年（1620年）には一国一城令が秋田に適用された際、ほとんどの城が破却されるも、秋田の場合は例外として久保田城のほかに横手城、大館城の存続が認められた。
これ以降、現在の横手市中心市街地に当たる横手城下は城下町として整備されることになる。佐竹家家臣は人為的な土木工事を行い、蛇行する横手川を付け替えたり、土地の高低差を均すなどした。これにより、横手川右岸（横手城側）には武士や足軽の住む「内町（うちまち）」、横手川左岸には商人や職人が住む「外町（とまち）」が形成されていった。また、横手城下には羽州街道をはじめとする街道が各方面へと伸びており、横手は平鹿郡における中心都市として位置づけられていた。
この頃になると、飢饉による死者を弔う送り盆まつりや左義長と水神祭りが融合したかまくら、旭岡山神社の梵天奉納祭などが行われるようになり、これらの行事は現代にも受け継がれている。横手城下に限らず、佐竹氏の安定した治世の元、各地で独自の祭りや芸能が発展した。
江戸時代末期、慶応4年（1868年）に起こった戊辰戦争において、戸村義得（大学）の籠城する横手城は庄内藩を中心とする旧幕府軍に制圧され、慶応4年8月11日に落城した。

### 近・現代の年表
以降、平成の大合併に至るまでの旧横手市外の平鹿郡内町村に関する事項は、各旧町村の記事や平鹿郡#歴史を参照のこと。

#### 明治・大正
- 明治5年（1872年）7月1日 - 横手郵便取扱所（横手郵便局の前身）が設置される[66][67]。
- 明治10年（1877年）3月 - 横手警察署が発足[68][69]。
- 明治15年（1882年）10月 - 平和街道が開通[70]。
- 1889年（明治22年）12月15日 - 公立横手病院（現・市立横手病院）が開院[71]。
- 1893年（明治26年）5月23日 - 横手銀行が開業[72]。
- 1896年（明治29年）8月31日 - 陸羽地震が発生[73]。
- 1898年（明治31年）3月21日 - 秋田縣第三尋常中學校（現・秋田県立横手高等学校）が創立[74]。
- 1899年（明治32年） - 安田銀行（現・富士銀行）横手支店が開業[75]。
- 1902年（明治35年）
  - 5月28日 - 島崎町（現・羽黒町）の製糸場から出火[76]。55戸が全焼した[76]。
  - 長岡安平によって横手城址が横手公園として設計される[8]。
- 1903年（明治36年）
  - 4月26日 - 前郷字水上から出火[77]。898戸が全焼、4人が死亡、1人が重傷を負った[77]。
  - 9月7日 - 平鹿郡公会堂にて平鹿郡立図書館（後の横手市立図書館）が開館[78]。
- 1905年（明治38年）
  - 6月15日 - 奥羽北線大曲駅 - 横手駅間が開通。同日横手駅開業[79]。
  - 9月14日 - 奥羽北線・南線が十文字駅（平鹿郡十文字村）で繋がり、奥羽本線として全線開通[79]。
- 1906年（明治39年） - 金沢公園が整備される。
- 1907年（明治40年）1月 - 旧秋田銀行横手支店が開業[80]。
- 1908年（明治41年）4月20日 - 馬口労町（現・中央町）から出火。58戸が全焼した[77]。
- 1911年（明治44年）11月23日 - 平鹿郡増田町の増田水力電気株式会社から電気供給が開始され、横手町にも電灯が灯る[81]。
- 1913年（大正2年）
  - 4月21日 - 横手町立実科髙等女學校（現・秋田県立横手城南高等学校）が開校[82]。
  - 8月16日 - 私立横手幼稚園（現・横手幼児園）の開園式を挙行[83]。
- 1914年（大正3年）3月14日 - 秋田仙北地震（強首地震）が発生。
- 1918年（大正7年）8月18日 - 羽後交通横荘線横手駅 - 沼館駅間が開業[84]。
- 1919年（大正8年）4月 - 増田銀行（現・北都銀行）横手支店が開業[85]。
- 1920年（大正9年）10月 - 西横黒軽便線（現・北上線）横手駅 - 相野々駅間が開業[86]。
- 1921年（大正10年）12月10日 - 奥羽本線の横手駅 - 十文字駅間[注釈 2]に柳田信号場が開業[87]。
- 1925年（大正14年）3月 - 盛岡銀行黒沢尻支店横手派出所が開業[88]。1927年に支所へ昇格[88]。
- 1926年（大正15年）11月7日 - 柳田信号場が柳田駅に昇格[87]。

#### 昭和
- 1927年（昭和2年）6月1日 - 横手町職業紹介所を島崎町の町役場内に設置[89]。
- 1928年（昭和3年）1月19日 - 小作争議が発生。小作人宅からコメを持ち出した地主宅を小作人120人-130人が襲撃。小作人8人が横手刑務所出張所に収容される[90]。
- 1933年（昭和8年）6月 - 盛岡銀行横手支店が閉鎖[88]。
- 1945年（昭和20年）
  - 7月15日、8月10日 - 横手空襲。横手工業学校前の水田、横手駅前にそれぞれ爆弾が投下された[91][92][93]。
- 1947年（昭和22年）8月14日 - 昭和天皇の戦後巡幸。駅前に奉迎場が設営された[94][95]。
- 1949年（昭和24年）
  - 4月 - 栄村公民館（現・栄地区交流センター）が創立[96]。
  - 5月 - 秋田相互銀行（現・北都銀行）横手支店が開業[97]。
  - 9月 - 羽後銀行（現・北都銀行）の本店が平鹿郡増田町から平鹿郡横手町へ移転[85]。
  - 11月 - 横手町立公民館（現・横手中央地区交流センター）が創立[98]。
- 1951年（昭和26年）
  - 1月 - 旭村公民館（現・旭地区交流センター）が創立[96]。
  - 2月
    - 境町村公民館（現・境町地区交流センター）が創立[99]。
    - 黒川村公民館（現・黒川地区交流センター）が創立[99]。

  - 10月 - 北日本相互銀行（現・北日本銀行）横手支店が開業[100]。
- 1952年（昭和27年）9月 - 横手公民館朝倉分館（1955年に独立し「横手市立朝倉公民館」へ。現・朝倉地区交流センター）が創立[98]。
- 1954年（昭和29年）
  - 2月16日～2月20日 - 第一回横手の雪まつりを開催[101]。
  - 4月 - 金沢公民館（現・金沢地区交流センター）が創立[102]。
  - 8月18日 - 横手市営球場（現・横手公園運動広場）、球場開き[103]。
  - 11月22日 - 商工会議所法に基づく横手商工会議所が正式に認可される[104][105]。県内では秋田商工会議所に次いで2番目の開設[105]。
- 1956年（昭和31年）8月11日 - 市内初のスーパーマーケットとして「よねや」が鍛冶町に開業[106][107]。
- 1957年（昭和32年） - 栄通町（現・田中町）に「山川デパート」が開業[108]。
- 1963年（昭和38年）11月8日 - 市役所庁舎を島崎町から大町下丁へ移転[109][110]。
- 1965年（昭和40年）11月1日 - 横手公園内に横手城模擬天守（横手公園展望台）が開館[111]。
- 1967年（昭和42年） - 国道13号の横手バイパスが開通[112]。
- 1968年（昭和43年）6月1日 - 横手市民会館が竣工、同7月1日開館[113]。
- 1970年（昭和45年）7月1日 - 横手市民憲章を公表[114]。
- 1971年（昭和46年）
  - 7月20日 - 横荘線全線廃止[115]。
  - 10月 - 国道13号の金沢バイパスが開通[116]。
- 1972年（昭和47年） - 赤坂地区の丘陵地にて宅地開発が始まる。後に朝日が丘団地と命名[117]。
- 1973年（昭和48年） - 昭和48年豪雪。市内で最大2.5mの降雪[118]。
  - 3月20日 - 協同組合横手卸センターが設立[119]。
- 1974年（昭和49年）1月22日 - 横手市学校給食センターを朝倉町に開設[120][121]。
- 1975年（昭和50年）
  - 9月 - 市街地においては初となる流雪溝が大町に整備される[122]。
  - 10月 - 八幡地区に横手卸センター（卸団地）が完成[117]。
- 1977年（昭和52年）
  - 3月6日 - 横手駅前に地元資本のデパートであるユニオンが開業[123]。
  - 3月9日 - 横手駅前に核テナントをジャスコ横手店とする羽後交通ビルが開業[123]。横手バスターミナルを併設。
- 1980年（昭和55年）4月5日 - 横手平鹿広域圏民体育館（現・横手市横手体育館）が開館[124]。
- 1988年（昭和63年）2月13日 - 石坂洋次郎文学記念館開館。

#### 平成
- 1989年（平成元年）
  - 3月30日 - 市役所庁舎を大町から中央町（現在地）へ移転。同日は開庁式を挙行[125]。
  - 5月18日 - 横手駅前地区の土地区画整理事業が完工。完工式典を挙行[126]。
- 1991年（平成3年）
  - 7月25日 - 秋田自動車道最初の開業区間として横手IC - 秋田南IC間が開通[127]。
  - 8月1日 - 横手市ふれあいセンター「かまくら館」が開館[128]。
  - 8月7日 - 後三年の役金沢資料館が開館[129]。（後年、後三年合戦金沢資料館へ改称）
  - 10月14日 - 平安の風わたる公園がオープン[130]。
- 1992年（平成4年）7月17日 - 黒川地区にオアシス館（黒川公民館、現・黒川地区交流センター）が開館し、竣工式を挙行[131][132][133]。
- 1993年（平成5年）9月1日 - 横手平鹿広域市町村圏組合合同庁舎（横手平鹿行政センター、現・市役所条里北庁舎）の竣工式を挙行[134]。
- 1994年（平成6年）
  - 4月20日 - 赤坂にテーマパーク秋田ふるさと村が開園[135]。同日、秋田県立近代美術館もオープンする。
  - 11月22日 - 東北中央自動車道（湯沢横手道路）の十文字IC - 横手IC間が開通。
  - 3月30日 - 富士見大橋および地下歩道が開通[136][137]。
- 1995年（平成8年）
  - 3月 - 横手市横手武道館が開館。
  - 11月10日 - 秋田自動車道の湯田IC - 横手IC間が開通。
- 1997年（平成9年）
  - 4月25日 - 横手サティ（現・イオン横手店）が開業[138]。
  - 11月13日 - スーパーマーケットよねやを核とする「ハッピータウン」が開業[139][140]。
- 1998年（平成10年） 
  - 10月28日 - ジャスコ横手南店（現・イオンスーパーセンター横手南店）を核店舗とする新横手ショッピングセンターが開業[141]。
- 2000年（平成12年）3月31日 - 栄地区にさかえ館（栄公民館、現・栄地区交流センター）が開館[133][142]。
- 2001年（平成13年）
  - 3月27日 - 雄平東部広域農道（雄平フルーツライン）が全線開通[143]。
  - 8月20日 - ジャスコ横手店が閉店[144]。
  - 9月 - 横手市雪となかよく暮らす条例を制定[145]。
  - 10月25日 - 新・蛇の崎橋の開通式を挙行[146]。
- 2002年（平成14年） - 旭地区に旭ふれあい館（旭公民館、現・旭地区交流センター）が開館[133]。
  - 8月11日 - 朝倉地区にあさくら館（朝倉公民館、現・朝倉地区交流センター）が竣工[147]、開館[132]。県内で初めて雪冷房が設けられた公共施設となった[148]。
  - 5月25日 - 赤坂総合公園内に野球場（グリーンスタジアムよこて）が竣工。竣工式挙行[147]。
- 2003年（平成15年） - ユニクロ、ツルハドラッグ、高桑書店TSUTAYA[注釈 3]などからなる「フレスポよこて」が開業[139]。
- 2007年（平成19年）
  - 4月 - 平鹿総合病院が駅前から移転し郊外で再開院[151]。
  - 8月30日 - 奥羽山麓大規模農道（みずほの里ロード）が全線開通[152]。
  - 9月16日 - 道の駅十文字が開業[153]。
- 2008年（平成20年）
  - 4月 - 秋田市から移転した秋田県立衛生看護学院が開校[154]。
  - 10月4日 - 市制施行3周年記念事業において、非核平和都市宣言を行う[155]。
- 2009年（平成21年）
  - 2月23日 - 横手駅西地区（条里）で住居表示を実施[42]。
  - 9月19日～20日 - 秋田ふるさと村及び横手市中心市街地を会場にB-1グランプリを開催。
- 2010年（平成22年）
  - 2月22日 - 大鳥井山遺跡が国の史跡に指定。
  - 10月1日 - 合併5周年を記念し市の花・鳥・木と市民歌を制定。
- 2011年（平成23年）
  - 4月1日
    - 横手市交流センター「Y2（わいわい）ぷらざ」が開業[156]。
    - 横手コミュニティFM放送（横手かまくらFM）が開局。

  - 4月16日 - よこてイースト開業[157]。
  - 9月26日 - 横手駅が橋上駅舎化。同10月1日には東西自由通路「こころ〜ど」が供用開始。
  - 10月11日 - 市の公式ウェブサイトがリニューアルされる[158]。
- 2013年（平成25年）
  - 3月20日 - 「スポーツ立市よこて」でまちを元気にする条例を制定[159]。
  - 4月20日 - 「スポーツ立市よこて」宣言式典を横手体育館で挙行[159]。
  - 10月1日 - 横手市循環バスが運行開始[160]。
  - 12月27日 - 増田地域の10.6ヘクタールの区域が国の重要伝統的建造物群保存地区に選定。
- 2014年（平成26年）
  - 3月24日 - 山内地域に市役所山内地域局、山内公民館（現・山内地区交流センター）、横手市消防署山内分署の機能をもつ複合公共施設が開所。地域局と消防分署は同日より、公民館は4月1日より供用を開始。
  - 4月7日 - 横手・山内の学校給食センターを統合し、八幡の横手北中学校東側に「横手学校給食センター」を新築[161]。
- 2015年（平成27年）10月8日 - スーパーマーケットよねやを核とする「ハッピーモール」が開業[162]。
- 2016年（平成28年）4月1日 - 一般廃棄物処理施設「クリーンプラザよこて」が稼働開始。
- 2017年（平成29年）
  - 3月 - 金沢地区に金沢孔城館（金沢公民館、現・金沢地区交流センター）が開館。
  - 11月1日 - 平鹿地域に市役所平鹿地域局、平鹿図書館、横手市消防署平鹿分署の機能をもつ複合公共施設が開所。

#### 令和
- 2019年（令和元年）
  - 4月23日 - 横手市園芸振興拠点センターが開所[163]。
  - 5月1日 - 横手市増田まんが美術館がリニューアルオープン[164]。
  - 8月4日 - 秋田自動車道の横手IC - 大曲IC間に「横手北SIC」が開業[165]。
- 2020年（令和2年）
  - 5月1日 - 横手市公文書館が開館。秋田県内の市町村立の公文書館は大仙市に次ぐ設置[166]。
  - 11月2日 - 新・市役所雄物川地域局、新・市役所十文字地域局の開所式挙行。
- 2021年（令和3年）
  - 5月30日 - 大森公園テニスコートの改修・増築工事が竣工し、オープニングイベントを開催[167]。
  - 9月28日 - 市の公式ウェブサイトがリニューアルされる。デザインの刷新、ページの再構成、スマートフォン・タブレットへの対応などが行われた[168]。
- 2022年（令和4年）
  - 3月12日 - 北上線の平石駅、矢美津駅が廃止[169]。
  - 10月26日 - 国道107号の大沢バイパスが開通[170]。
- 2023年（令和5年）4月1日 - 市が設置する各公民館が「地区交流センター」と改称[171]。
- 2024年（令和6年）
  - 9月14日 - 横手市生涯学習館「Ao-na（あおーな）」が開館[172][173]。同施設内に横手図書館が移転開館。
  - 10月1日 - 旧十文字第二小学校を改修した「横手市三重地区交流センター」が開館[174][175]。
- 2026年（令和8年）度 - 横手市横手体育館が条里から赤坂総合公園に移転して開館[176]。〈予定〉

### 行政区画の変遷
- 1889年（明治22年）4月1日 - 町村制の施行により、横手31町[注釈 4]、横手前郷村の区域をもって平鹿郡横手町が発足[177][178]。
- 1933年（昭和8年）4月15日 - 平鹿郡朝倉村を編入[177][179]。
- 1951年（昭和26年）4月1日 - 平鹿郡旭村、同郡栄村を編入。同時に市制施行して横手市となる[177]。
- 1955年（昭和30年）4月1日 - 平鹿郡境町村、同郡黒川村を編入[177][180]。
- 1956年（昭和31年）9月30日 - 仙北郡金沢町を編入[177][注釈 5]。
- 1958年（昭和33年）4月22日 - 旧金沢町の一部（北部）が仙南村に分市[181][182] 。
- 1959年（昭和34年）11月1日 - 平鹿郡山内村の一部（大沢地区）を横手市に編入[177][183]。
- 2005年（平成17年）10月1日 - 平鹿郡増田町、同郡平鹿町、同郡雄物川町、同郡大森町、同郡十文字町、同郡山内村、同郡大雄村との新設合併により、横手市が発足[184]。

## 行政
※右記は合併前の旧・横手市のデータ。

### 市長

#### 旧・横手市
- 千田謙蔵
- 寺田典城（前・知事）
- 五十嵐忠悦

#### 現・横手市
| 代 | 期 | 氏名       | 就任                       | 退任                       | 備考                       |
| -- | -- | ---------- | -------------------------- | -------------------------- | -------------------------- |
| ―  | ―  | 備前雄一   | 2005年（平成17年）10月1日  | 2005年（平成17年）10月23日 | 職務代行者。旧・大森町町長 |
| 1  | 1  | 五十嵐忠悦 | 2005年（平成17年）10月23日 | 2013年（平成25年）10月22日 |                            |
| 1  | 2  | 五十嵐忠悦 | 2005年（平成17年）10月23日 | 2013年（平成25年）10月22日 |                            |
| 2  | 3  | 髙橋大     | 2013年（平成25年）10月22日 | 現職                       |                            |
| 2  | 4  | 髙橋大     | 2013年（平成25年）10月22日 | 現職                       |                            |
| 2  | 5  | 髙橋大     | 2013年（平成25年）10月22日 | 現職                       |                            |

### 市庁舎
- 本庁舎（横手庁舎、旧横手市役所）

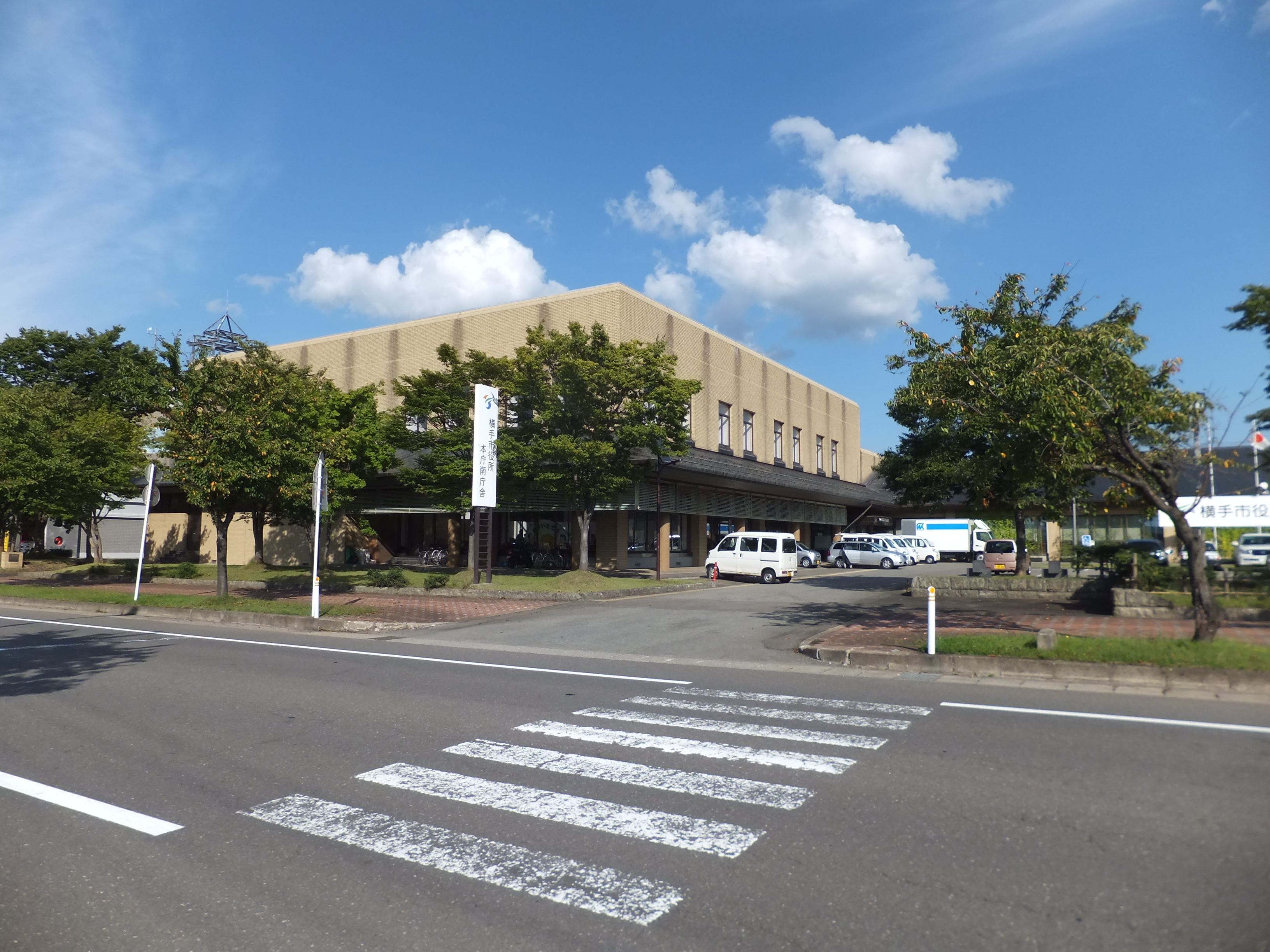
条里北庁舎
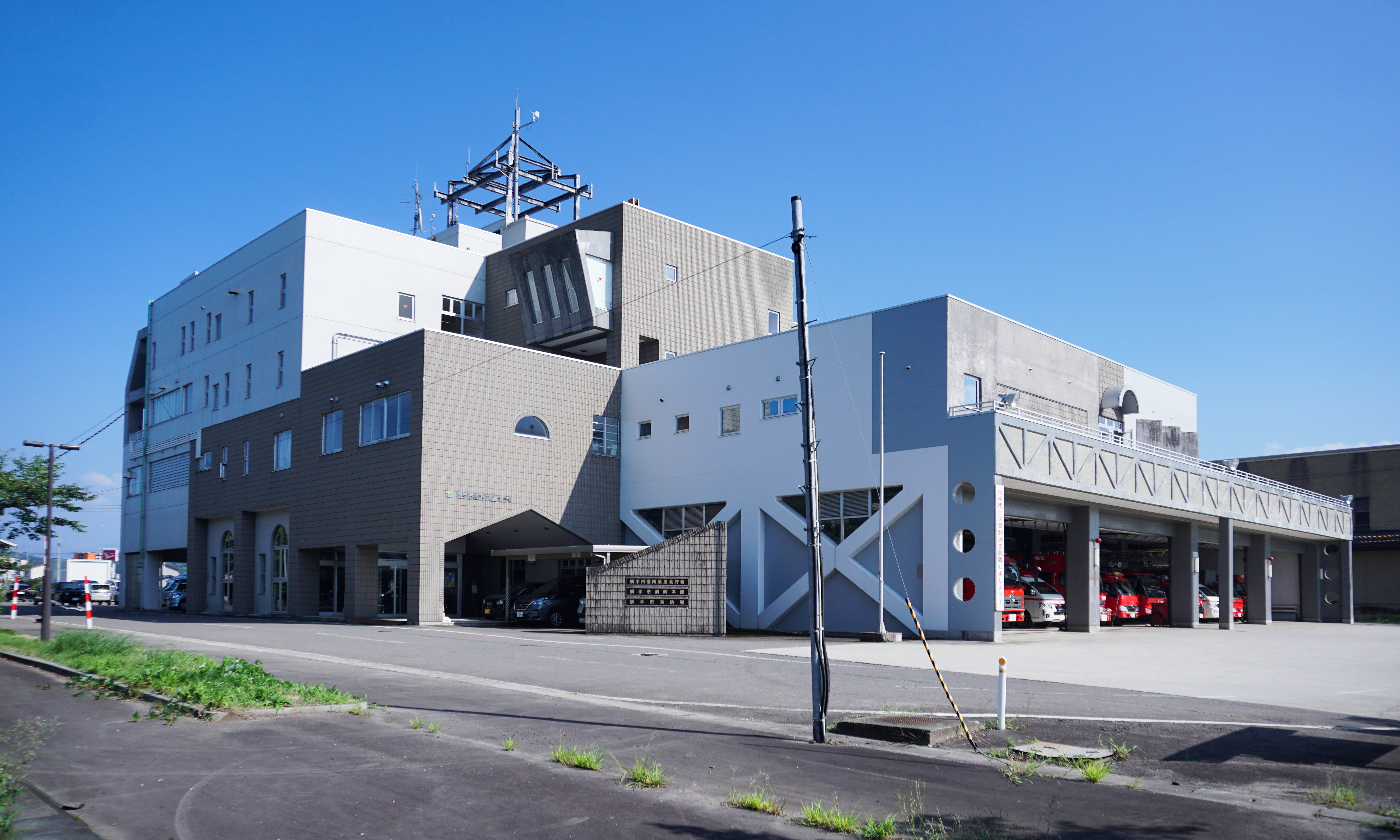
条里北庁舎・横手市消防本部

- 条里南庁舎
- 水道庁舎
- 増田庁舎（増田地域局、旧増田町役場）
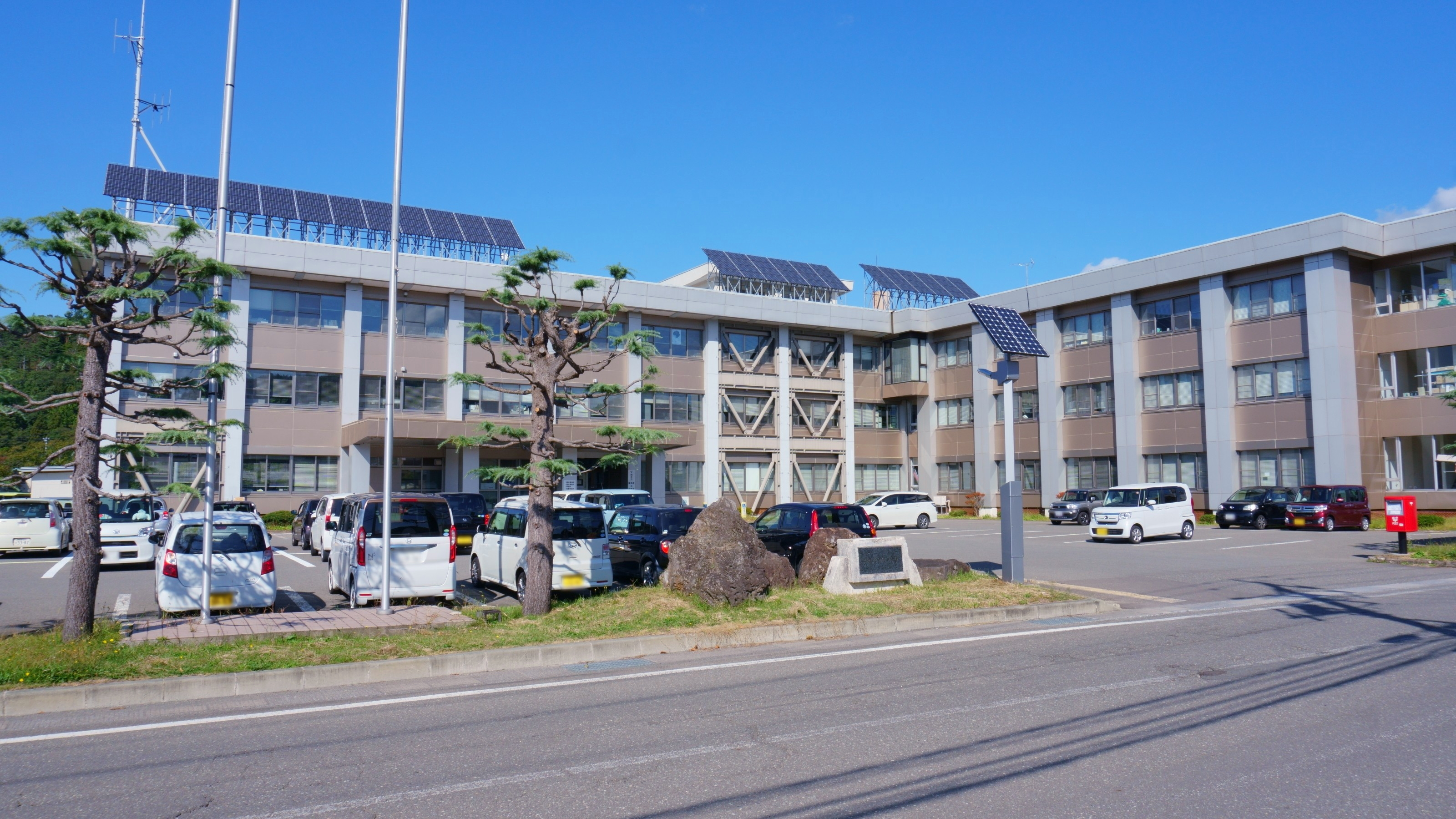
平鹿庁舎（平鹿地域局）
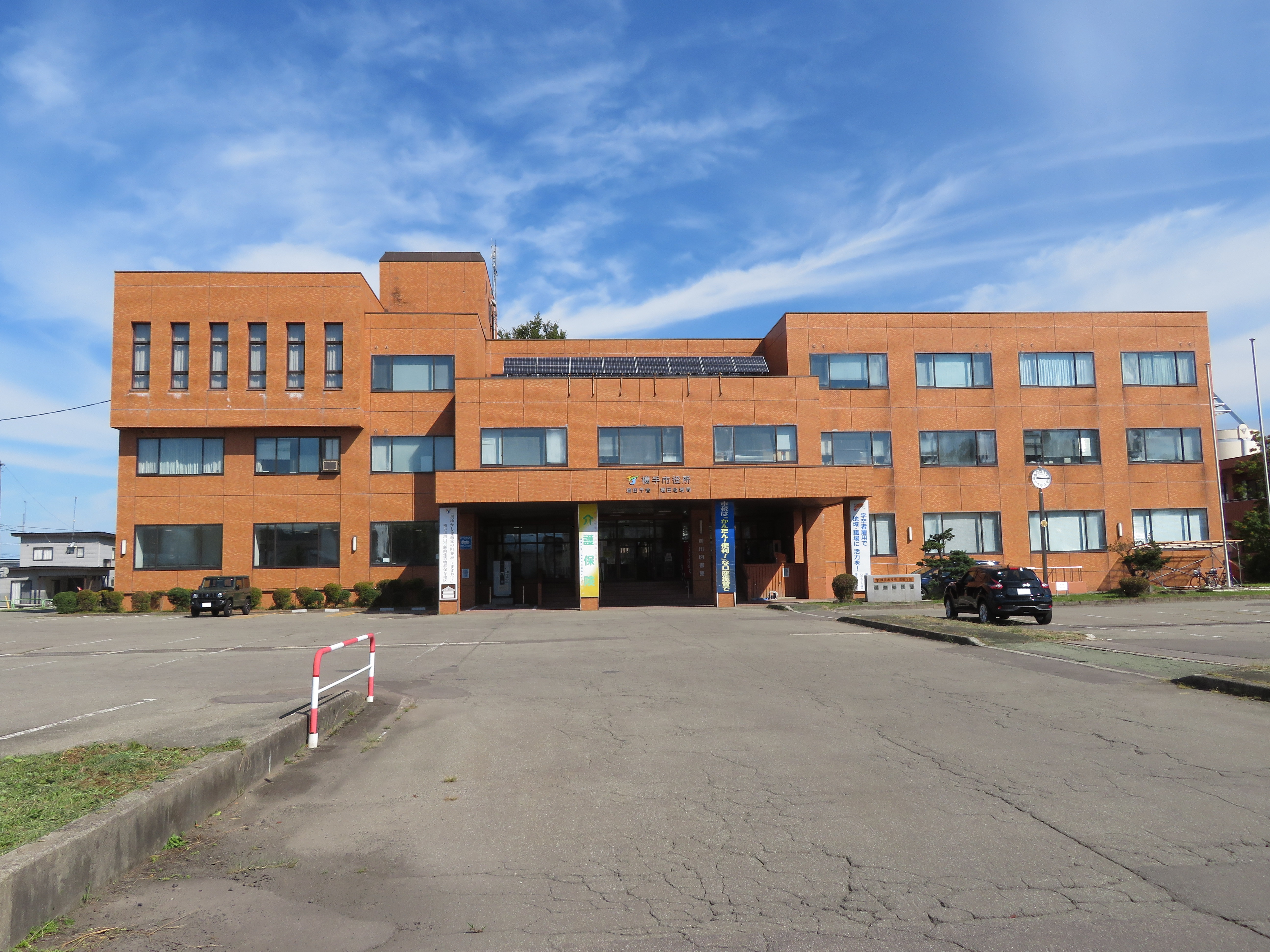
増田庁舎 （旧増田町役場）
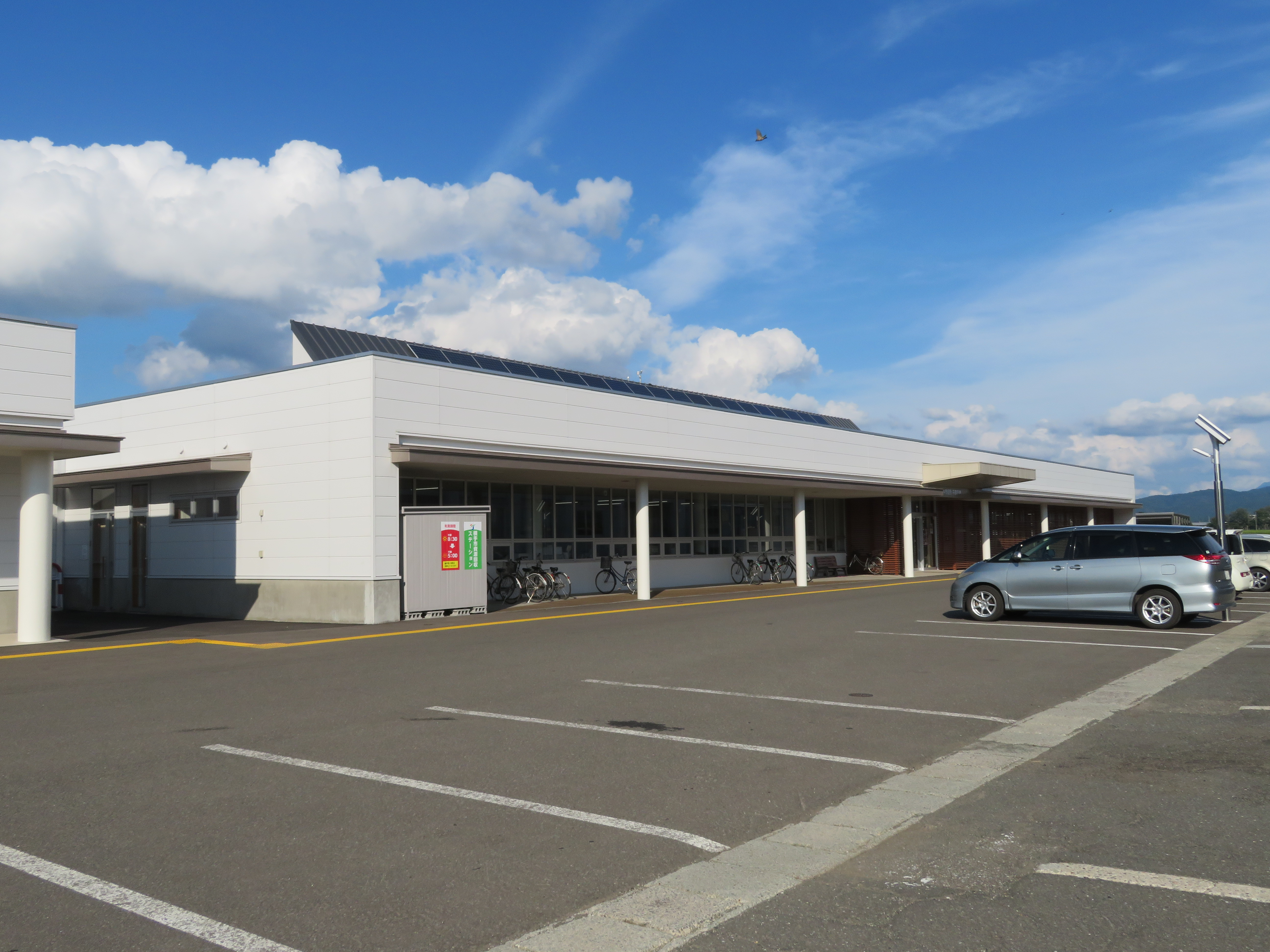
平鹿庁舎
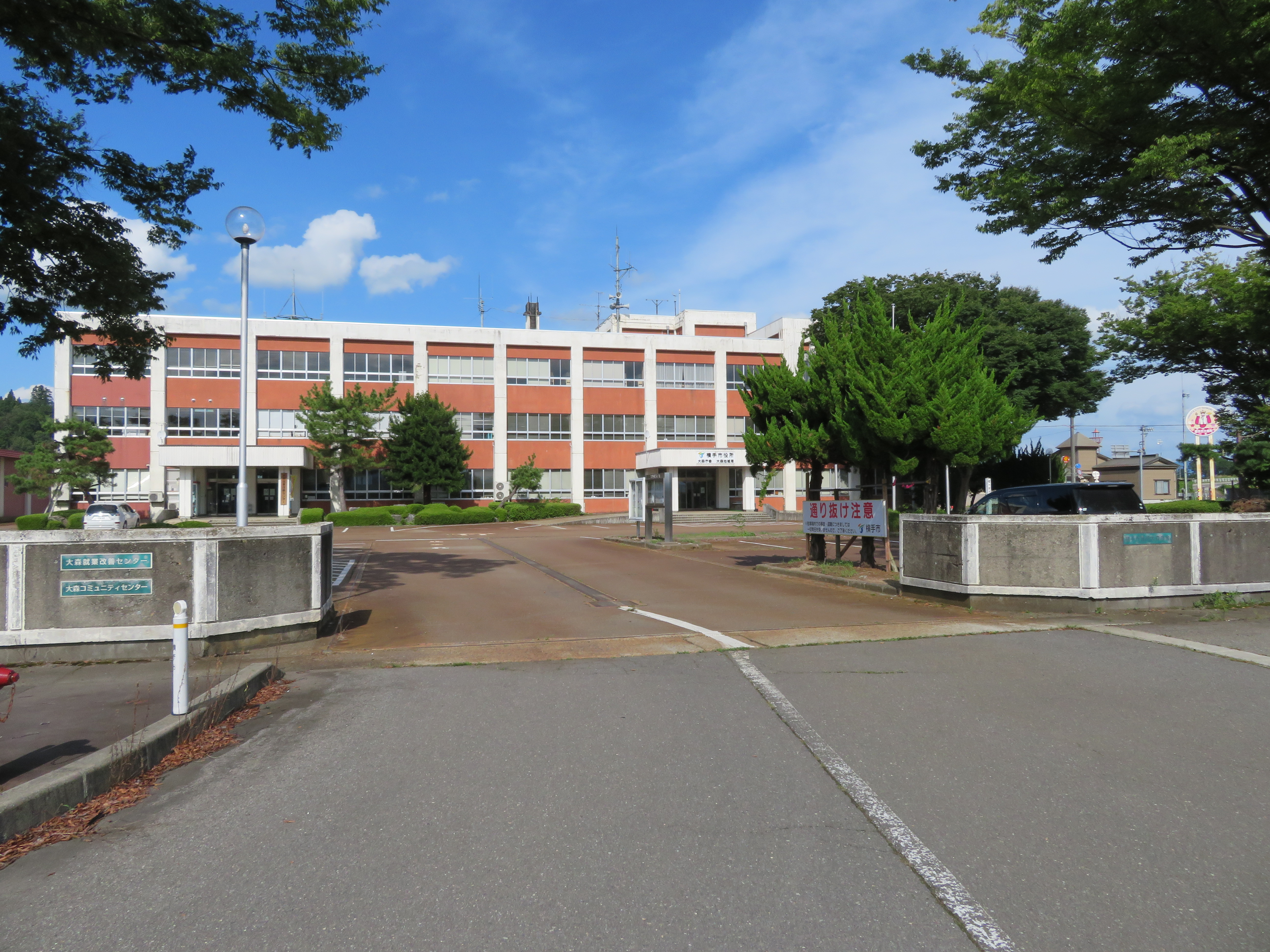
大森庁舎 （旧大森町役場）
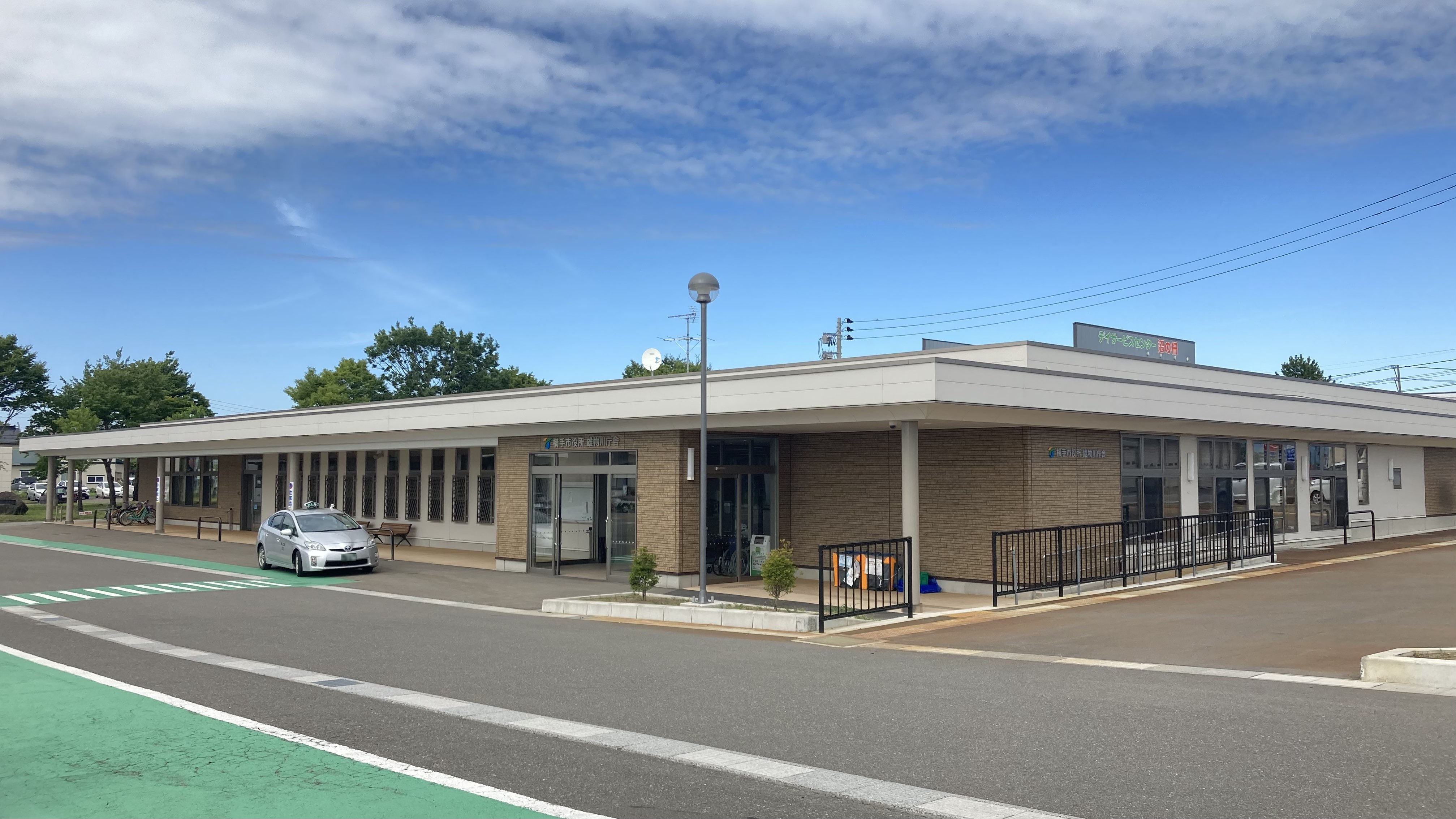
雄物川庁舎
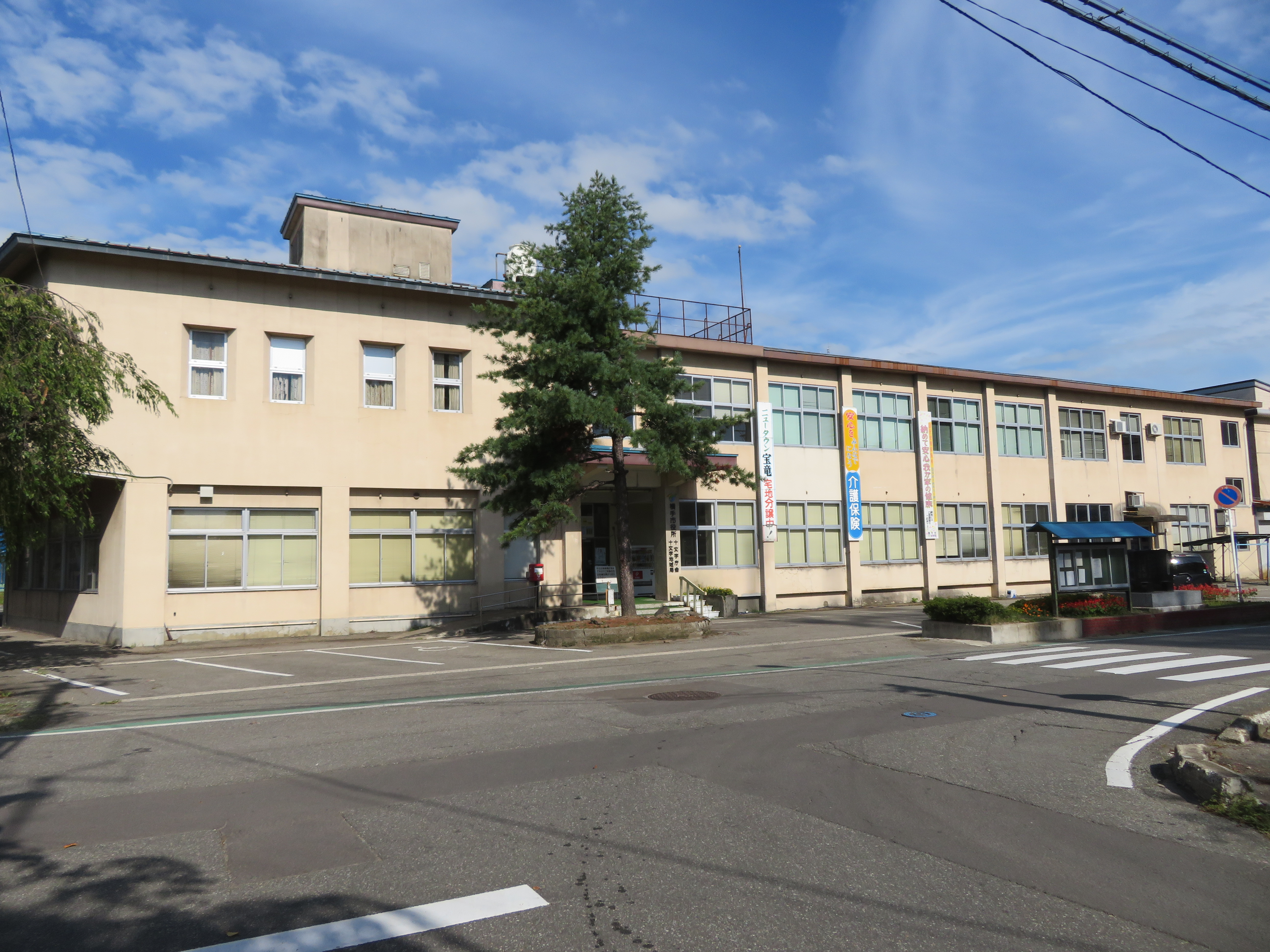
十文字庁舎 旧庁舎 （旧十文字町役場）
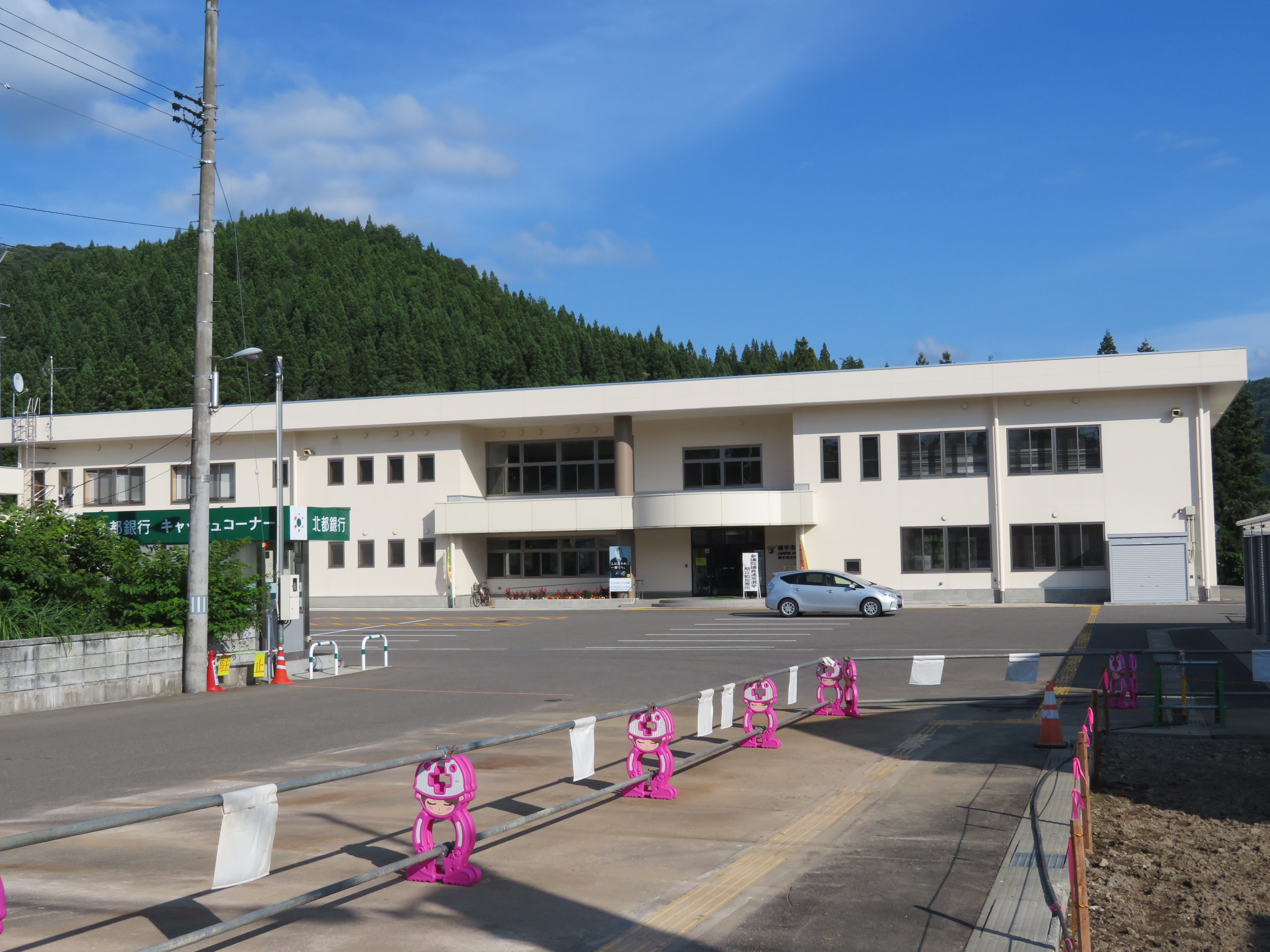
山内庁舎
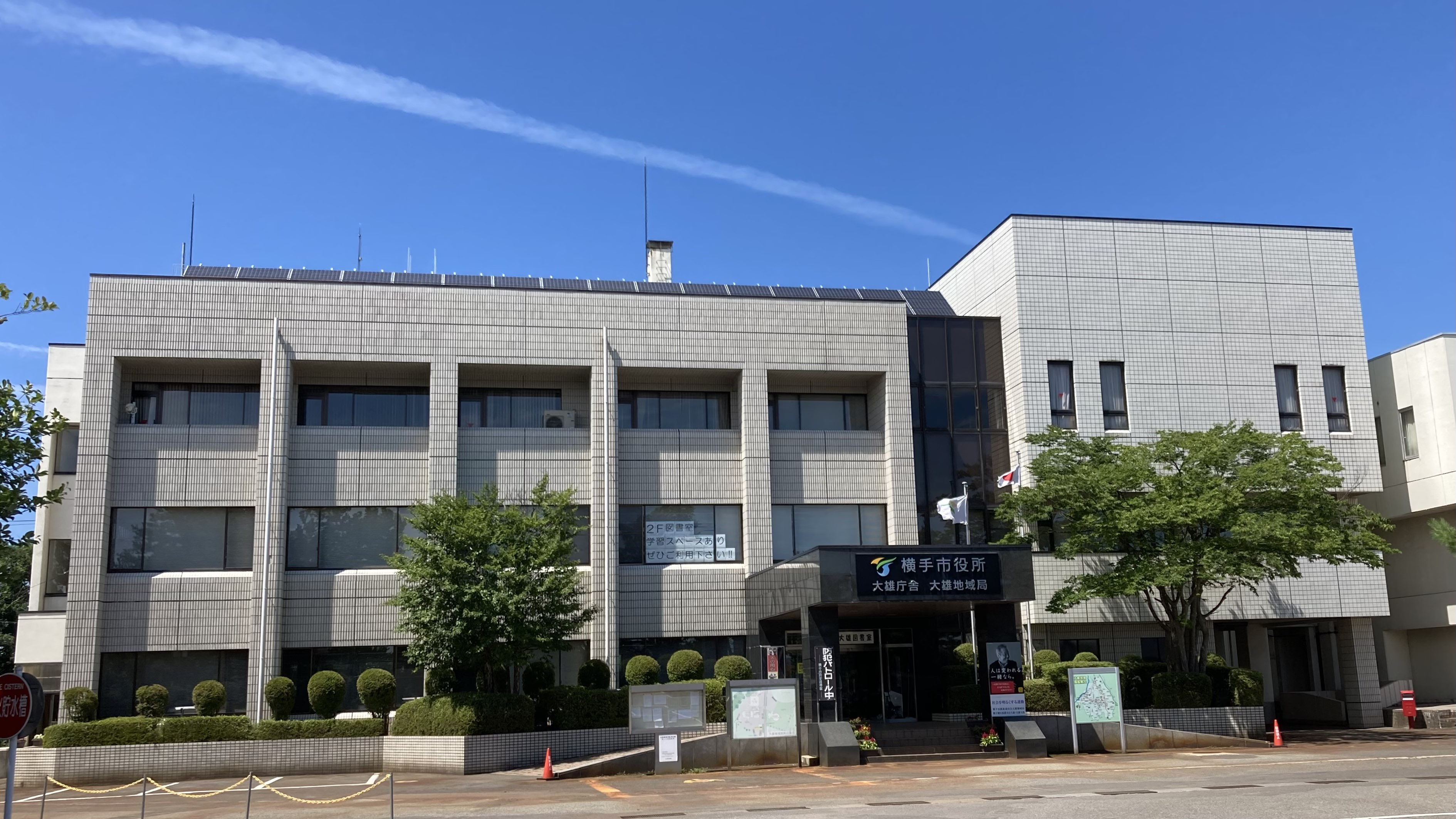
大雄庁舎 （旧大雄村役場）

- 雄物川庁舎（雄物川地域局）
- 大森庁舎（大森地域局、旧大森町役場）
- 十文字庁舎（十文字地域局）
- 山内庁舎（山内地域局）
- 大雄庁舎（大雄地域局、旧大雄村役場）

これらの他、横手市では2010年（平成22年）12月に、秋田県の出先機関で当市域を管轄する秋田県平鹿地域振興局と、双方が実施する事務事業を共同化・一体化して処理することによる住民サービスの向上、事務事業の効果的・効率的な実施、行政コストの縮減等を目的として機能を合体することで合意し、2011年度（平成23年度）から順次開始している。これにより、平鹿地域振興局の局舎内にも市職員が配置されている。
また、合併以来、南北の本庁舎と旧市町村の役場庁舎を流用し分庁方式が取られていたが、2011年（平成23年）5月に平鹿地域振興局を含む旧・横手市市街地の6庁舎に集約するべく引越し作業が行なわれ、業務を開始した。
2013年（平成25年）に就任した高橋大市長の方針により、2014年（平成26年）3月には市長室をはじめとする市役所の主要機能を横手庁舎に移転、横手庁舎を本庁舎と改名、本庁北庁舎・本庁南庁舎がそれぞれ条里北庁舎・条里南庁舎と改名され、市役所の再編・配置換えが行われた。
- 条里南庁舎
- 条里北庁舎・横手市消防本部
- 秋田県平鹿地域振興局
- 増田庁舎
（旧増田町役場）
- 平鹿庁舎
- 大森庁舎
（旧大森町役場）
- 雄物川庁舎
- 十文字庁舎 旧庁舎
（旧十文字町役場）
- 山内庁舎
- 大雄庁舎
（旧大雄村役場）

### 市のシンボル

#### 市章

横手市章

2005年（平成17年）10月1日の市町村合併の際に制定された。横手市の「よ」と「Y」、旧平鹿郡の「ひ」をモチーフにデザインされている。市章は3色で構成されており、シンボルカラーである「横手美の里色（よこてみのりいろ）」「横手萌木色（よこてもえぎいろ）」「横手花浅葱色（よこてはなあさぎいろ）」がそれぞれ使用されている。

#### 市の木・花・鳥・歌
2010年（平成22年）10月1日に市政5年を記念し、市の木・花・鳥・歌が制定された。市の木は「リンゴ」、市の花は「桜」、市の鳥は「白鳥」がそれぞれ制定されている。
市の歌は『横手市民歌』として制定されている。作詞は安倍幸一、作曲は泉谷閑示、補作詞を横手市民歌制定検討委員会が行った。市町村合併前の旧横手市にも市民歌が存在したため、現行の市民歌は2代目となる（市町村合併前の旧横手市を含めない場合は初代）。

### 都市宣言
- 非核平和都市宣言（2008年10月4日宣言）
- 「スポーツ立市よこて」宣言（2013年4月20日宣言）

### 不祥事
コロナウイルス感染者情報、不正閲覧
2021年9月、市は2020年度中に、職員7名（4地域局、男4名、女3名）が新型コロナウイルス感染症患者の個人情報を住基ネット上で不正に閲覧。外部への情報提供の疑いがあるとの指摘により発覚。7名を訓告、その上司4名を厳重注意処分とした。

## 国家機関
| - 秋田労働局 - 横手労働基準監督署（旭川一丁目2番23号） - 横手公共職業安定所（旭川一丁目2番26号） 国税庁 - 仙台国税局 横手税務署（旭川一丁目5番8号） 自衛隊 - 自衛隊秋田地方協力本部 横手地域事務所 （横手法務合同庁舎、本町2番9号） | - 東北農政局 平鹿平野農業水利事業所（大屋新町字大平99番地39） 検察庁 - 秋田刑務所 横手拘置支所（二葉町6番25号） - 秋田地方検察庁横手支部 - 横手区検察庁（横手法務合同庁舎、本町2番9号） 裁判所 - 秋田家庭裁判所 横手支部（城南町2番1号） - 横手簡易裁判所（同） |

## 施設
横手市内の主要な施設な施設を記載する。

### 警察

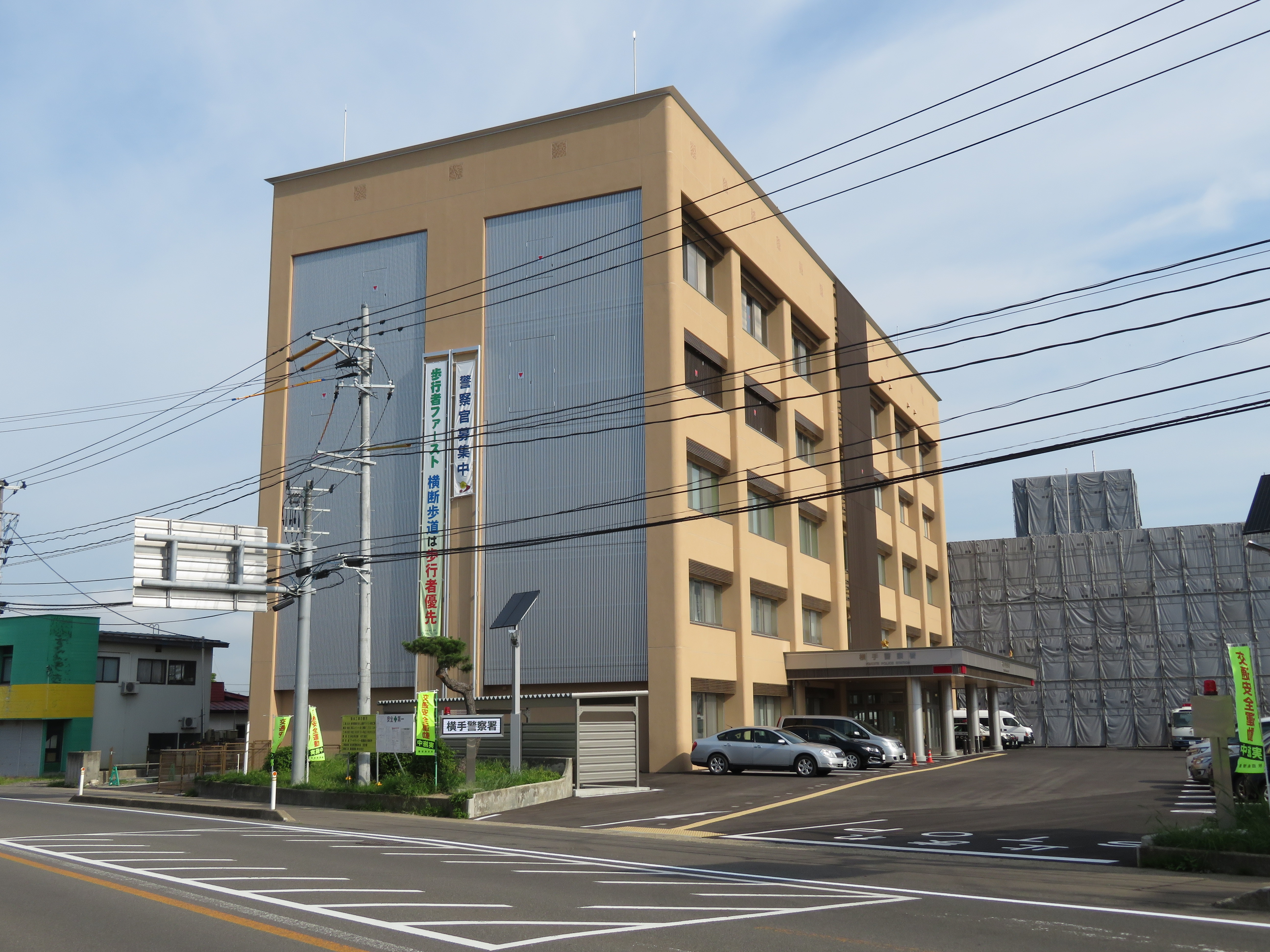
横手警察署

横手警察署が横手市内全域と東成瀬村全域を管轄する。
- 秋田県警察
  - 横手警察署（安田字越廻71番地）

交番・駐在所

### 消防
- 横手市消防本部

消防署

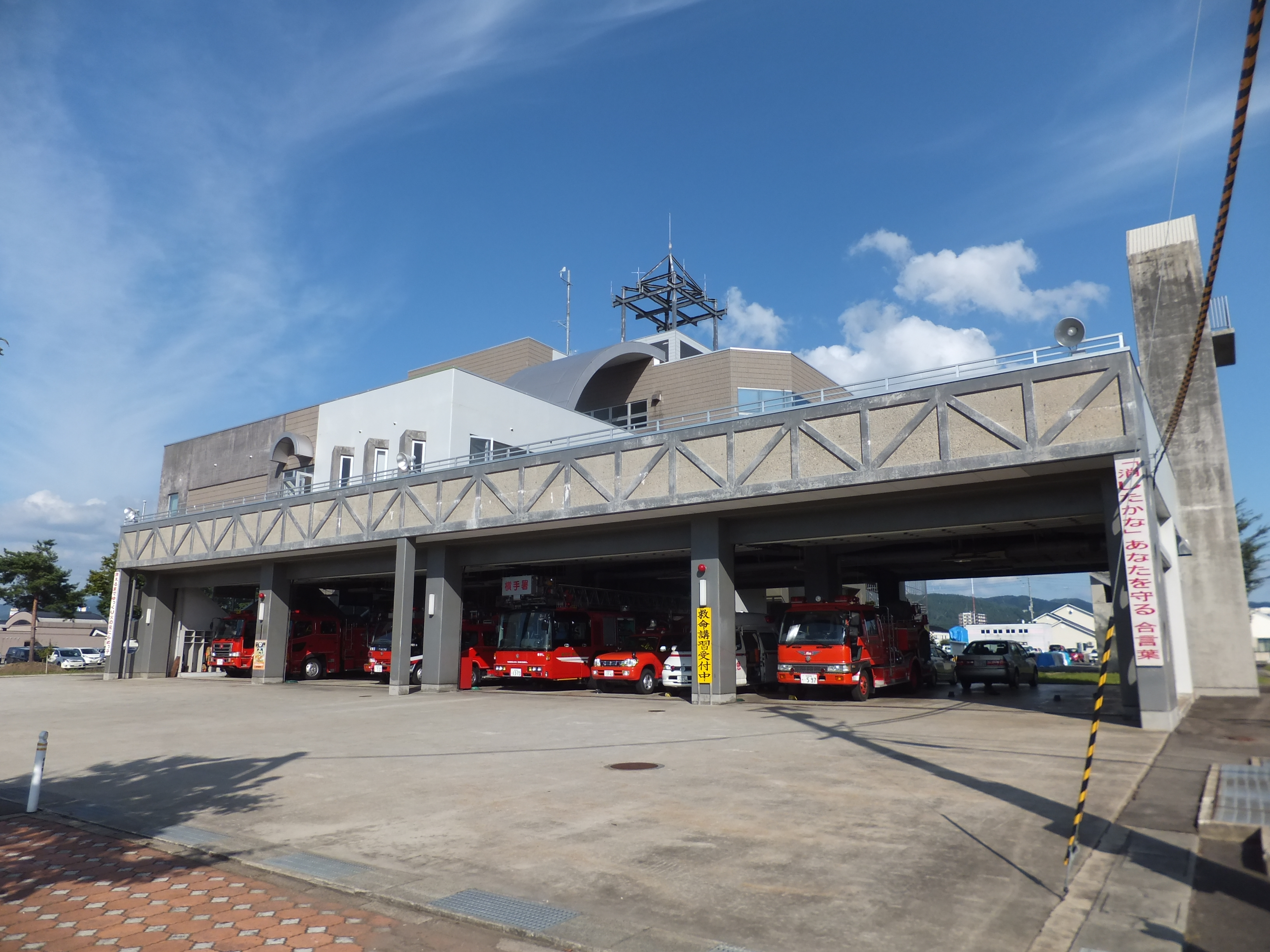
横手市消防署

- 横手市消防署（横手市役所条里北庁舎、条里一丁目1番1号）
  - 平鹿分署（平鹿町浅舞覚町後138番地）
  - 山内分署（山内土渕字二瀬8番地47）
  - 南分署（増田町増田字一本柳西126番地）
  - 西分署（雄物川町薄井字両頭196番地1）

### 医療
救急告示病院
- 平鹿総合病院（秋田県厚生農業協同組合連合会）
- 市立横手病院（公立病院）
- 市立大森病院（公立病院）

その他
- 横手興生病院（社会医療法人興生会）

- 平鹿総合病院
- 市立横手病院
- 市立大森病院

### 清掃事業
市内の清掃事業は、合併前より使用している各3か所の施設（東・南・西部環境保全センター）で行われていたが、2016年にクリーンプラザよこてへと統合された。
- クリーンプラザよこて

### 文化施設
- 秋田ふるさと村
  - 秋田県立近代美術館
- 横手市増田まんが美術館
- 横手市ふれあいセンター「かまくら館」
- 横手市生涯学習館「Ao-na（あおーな）」
- 横手市立図書館（横手図書館、増田図書館、平鹿図書館、雄物川図書館、大森図書館、十文字図書館）
- 横手市公文書館
- 石坂洋次郎文学記念館
- 後三年合戦金沢資料館
- 平鹿農村文化伝承館
- 雄物川郷土資料館
- 山下記念館
- ほろわの里資料館

- 秋田ふるさと村
- 秋田県立近代美術館
- 横手市増田まんが美術館
- 後三年合戦金沢資料館

### 交流施設
- 横手市民会館
- 横手市交流センター「Y2（わいわい）ぷらざ」
- 保呂羽山少年自然の家
- 釣りキチ三平の里
- 横手市地区交流センター（横手中央、朝倉、栄、旭、境町、黒川、金沢、増田、亀田、西成瀬、狙半内、浅舞、醍醐、吉田、沼館、里見、福地、大沢、館合、大森、川西、ほろわ、八沢木、十文字、三重、十文字西、山内、大雄）

- 横手市公民館
- 横手市交流センター
- 保呂羽山少年自然の家

### スポーツ施設
- 横手市横手体育館
- 横手市増田体育館
- 横手市雄物川体育館
- 横手市大森体育館
- 横手市横手武道館
- 横手市赤坂総合公園野球場（グリーンスタジアムよこて）
- 横手市大雄運動公園野球場（スタジアム大雄）
- 横手市平鹿野球場（十五野公園野球場）
- 横手市大森野球場
- 横手市十文字陸上競技場
- 横手市天下森スキー場

- 横手市増田体育館
- グリーンスタジアムよこて
- 横手市十文字陸上競技場
- 横手市天下森スキー場

### 公園
都市公園
- 横手公園
- 大鳥公園
- 金沢公園
- 浅舞公園
- 記念公園
- 平安の風わたる公園

- 赤坂総合公園
- 真人公園
- 大森公園
- 鶴ヶ池公園
- 雄物川中央公園
- 雄物川河川公園

- 横手公園
- 平安の風わたる公園
- 真人公園
- 浅舞公園

## 姉妹都市・提携都市

### 国内
2022年2月現在、横手市には日本国内に2つの友好都市がある。
友好都市
- 厚木市（神奈川県） - 1985年（昭和60年）5月24日提携[196][197]。
- 那珂市（茨城県） - 2004年（平成16年）10月22日提携[196][198]。
  - 佐竹氏の家臣であり戸村城主だった戸村氏が、1602年に那珂から秋田に移り、1672年より戸村氏が横手城代を務めたという歴史的経緯により交流が深まり、締結へとつながった。

## 地域

### 人口
| |                                        |  |
| 横手市と全国の年齢別人口分布（2005年） | 横手市の年齢・男女別人口分布（2005年） |  |
| ■紫色 ― 横手市 ■緑色 ― 日本全国 | ■青色 ― 男性 ■赤色 ― 女性              |  |
| 横手市（に相当する地域）の人口の推移 \| 1970年（昭和45年） \| 124,160人 \| \| \| 1975年（昭和50年） \| 119,716人 \| \| \| 1980年（昭和55年） \| 120,479人 \| \| \| 1985年（昭和60年） \| 119,088人 \| \| \| 1990年（平成2年） \| 115,761人 \| \| \| 1995年（平成7年） \| 112,600人 \| \| \| 2000年（平成12年） \| 109,004人 \| \| \| 2005年（平成17年） \| 103,652人 \| \| \| 2010年（平成22年） \| 98,367人 \| \| \| 2015年（平成27年） \| 92,197人 \| \| \| 2020年（令和2年） \| 85,555人 \| \| |                                        |  |
| 総務省統計局 国勢調査より |                                        |  |
| 1970年（昭和45年） | 124,160人                              |  |
| 1975年（昭和50年） | 119,716人                              |  |
| 1980年（昭和55年） | 120,479人                              |  |
| 1985年（昭和60年） | 119,088人                              |  |
| 1990年（平成2年） | 115,761人                              |  |
| 1995年（平成7年） | 112,600人                              |  |
| 2000年（平成12年） | 109,004人                              |  |
| 2005年（平成17年） | 103,652人                              |  |
| 2010年（平成22年） | 98,367人                               |  |
| 2015年（平成27年） | 92,197人                               |  |
| 2020年（令和2年） | 85,555人                               |  |

| 1970年（昭和45年） | 124,160人 |  |
| 1975年（昭和50年） | 119,716人 |  |
| 1980年（昭和55年） | 120,479人 |  |
| 1985年（昭和60年） | 119,088人 |  |
| 1990年（平成2年）  | 115,761人 |  |
| 1995年（平成7年）  | 112,600人 |  |
| 2000年（平成12年） | 109,004人 |  |
| 2005年（平成17年） | 103,652人 |  |
| 2010年（平成22年） | 98,367人  |  |
| 2015年（平成27年） | 92,197人  |  |
| 2020年（令和2年）  | 85,555人  |  |

横手市は、秋田県の県庁所在地である秋田市に次いで2番目に多い人口となっている。2005年10月1日の合併当初に発表された国勢調査結果では、約10万3,000人、2020年10月1日の発表では約8万8,000人の人口となった。昼夜間人口比率は約101%。
横手市の人口は第二次世界大戦中から戦後にかけて急増し、1955年にピークである14万8,648人に達した。しかし、高度経済成長期に入り、多くの若者が都市圏に流失したことにより人口が激減。一度は歯止めがかかるものの、1982年から再度減少に転じた。減少は現在まで続いており、今後も減少が続くとの推計がなされている。

### メディア
- 横手かまくらFM 77.4MHz - 横手市内全域で聞くことができる。

### 町おこし

#### Yokotter
2009年12月22日より横手市内外の有志数名がTwitterを用いた街おこし活動を開始、翌年7月にはNPO法人Yokotterを設立した。
2015年にはみんなの経済新聞ネットワークに加盟する「横手経済新聞」の運営を開始。県内では秋田経済新聞につぎ2媒体目で、横手市を中心に県南地区のローカルニュースを発信していくこととしている。また同時に「MINEBA」と呼ばれる、横手市内外へ情報を発信する「横手市情報センター」の一角をなすローカルメディアを開始。2020年2月にはアプリ版をリリースし、同年9月25日に横手市推奨アプリに認定された。

### 再開発

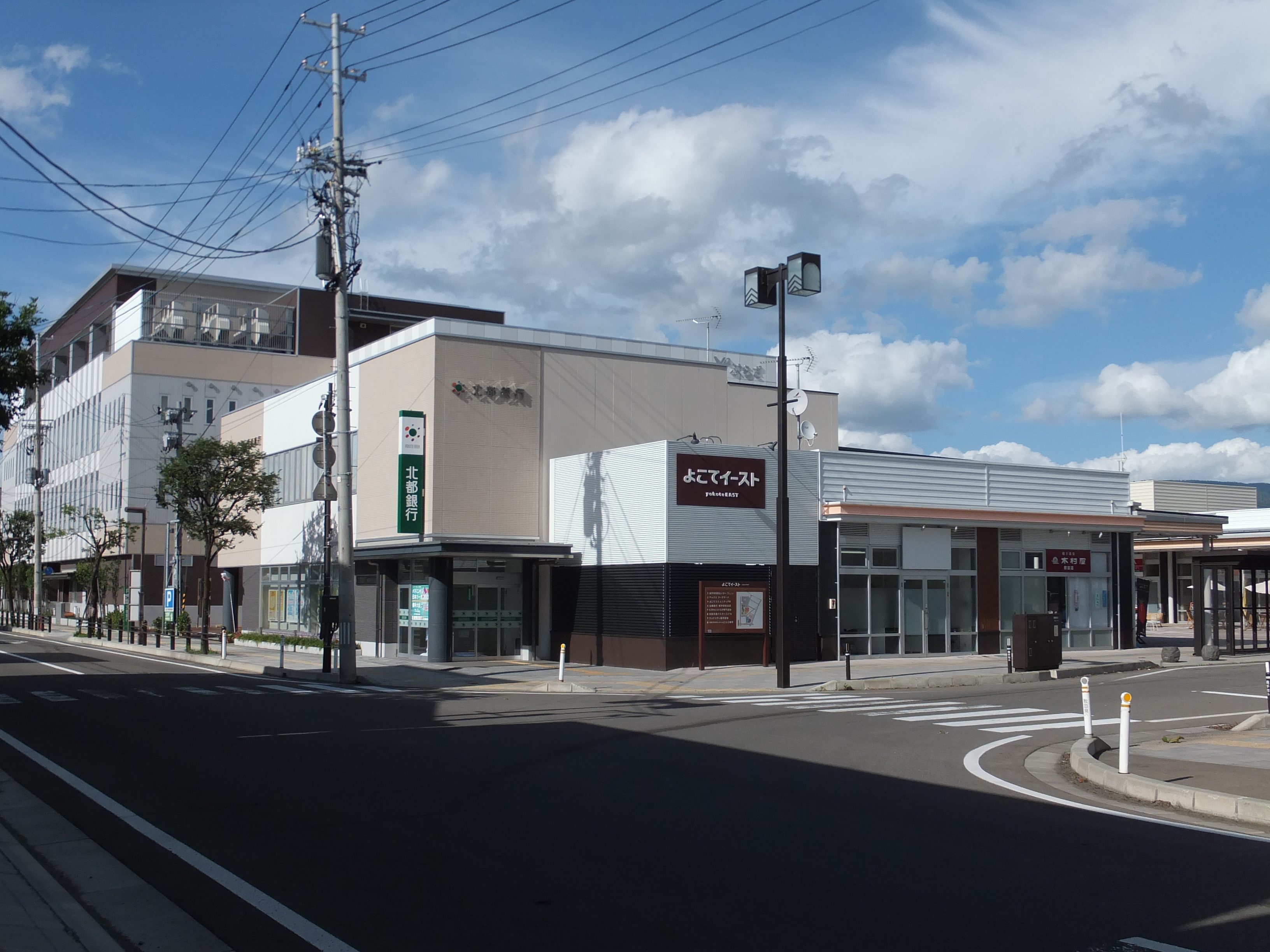
よこてイースト

- 横手駅東口第一地区第一種市街地再開発事業[205]（2006年組合設立、2011年完了[206]）
  - ジャスコ横手店が入居していた羽後交通ビルや、旧平鹿総合病院などを解体の上で事業が行われ[205]、事業区域は「よこてイースト」と名付けられた[207]。平鹿総合病院などがあった第1区画は市の公共施設として「Y2（わいわい）ぷらざ」や、民間の商業施設が整備され、羽後交通ビルがあった第2区画にはバスターミナルや集合住宅、高齢者施設が整備された[206]。また、これと同時期に横手駅舎も橋上駅舎へと建て替えられ、西口の新設とともに東西連絡通路が整備された[208]。

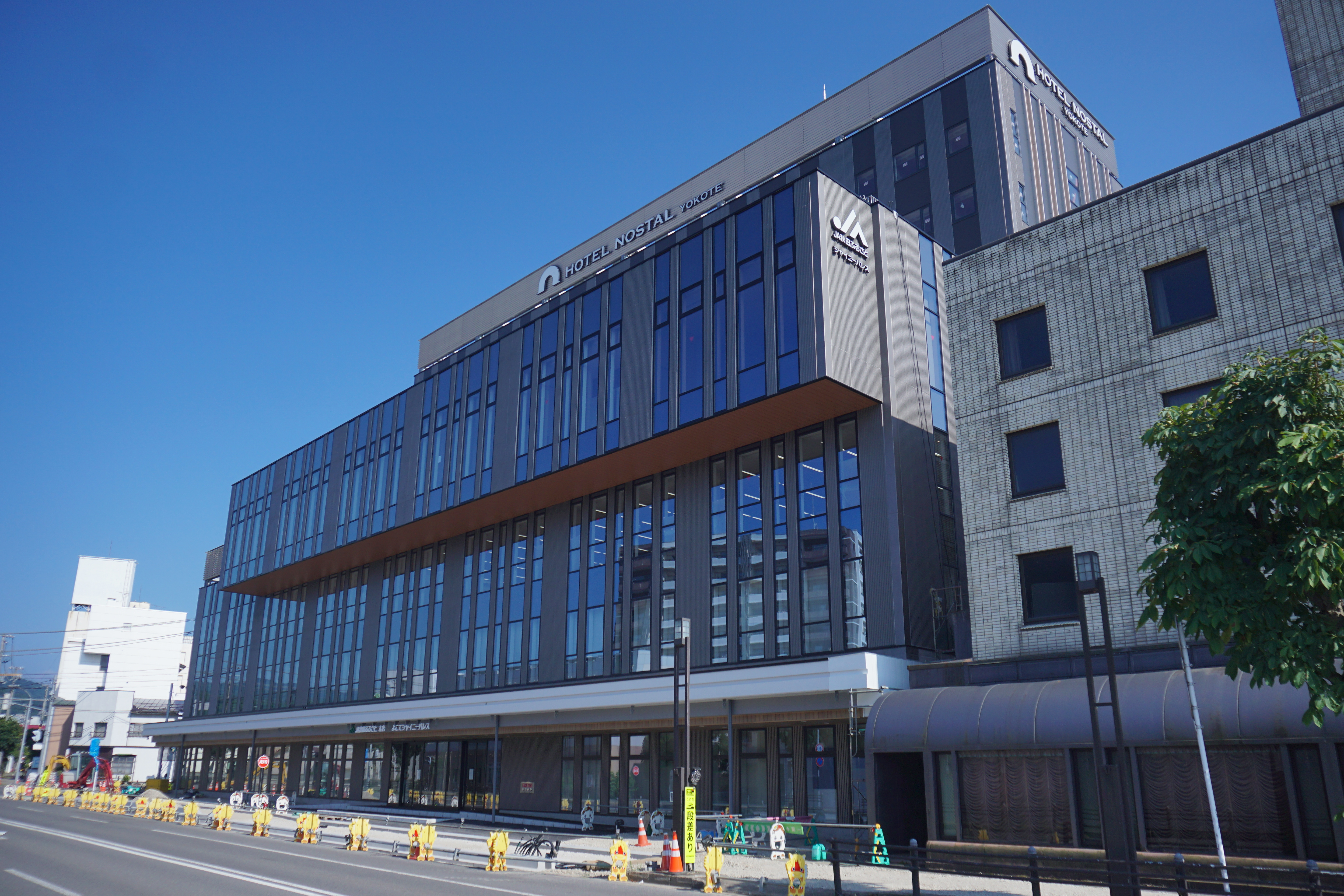
よこてシャイニーパレス (民間ビル棟)

- 横手駅東口第二地区第一種市街地再開発事業[209]（2020年組合設立、2025年完了予定[209]）
  - ユニオンビルやJA秋田ふるさと本店ビル（よこてシャイニーパレス）などを解体の上で事業が行われており、跡地に横手市立横手図書館などが入居する市の生涯学習施設「Ao-na（あおーな）」や、JA秋田ふるさと本店やホテル、商工会議所が入居する民間ビル、商業施設、マンションなどの整備が進んでいる。

### 市外局番
横手市の市外局番は0182（横手MA）が用いられる。なお、隣接する東成瀬村と美郷町でも同じく0182が用いられる。

## 経済
産業別の構成比は、第1次産業が16.2％、第2次産業が24.8％、第3次産業が58.6％（平成27年国勢調査より）。

### 主な商業施設
- 総合スーパー
  - イオン横手店（イオン東北・秋田市）
  - スーパーモールラッキー（マルシメ・横手市）
- スーパーセンター
  - イオンスーパーセンター横手南店（イオン東北・秋田市）
  - スーパーセンタートラスト（日敷・湯沢市）
- スーパーマーケット
  - よねや（ヤマザワ・山形市）
  - マックスバリュ（イオン東北・秋田市）
  - グランマート（タカヤナギ・大仙市）
  - バザール（バザール・横手市）
  - ビフレ（中央市場・大仙市）
  - アックスフーズマート（ミサトフーズ・美郷町）
  - マルシメ（マルシメ・横手市）
  - うえたストア（うえたストア・横手市）
- ホームセンター
  - コメリ
  - DCM（旧・DCMホーマック）
  - ホームセンターハッピー（日敷・湯沢市）

### 工業団地
- 横手工業団地
- 横手第二工業団地
- 柳田工業団地
- 八萩工業団地
- 福地工業団地

### 特産物・名産品
- 横手やきそば（日本三大焼きそば）
- 平鹿リンゴ（平鹿地域・増田地域）[注釈 6]
- 日本酒

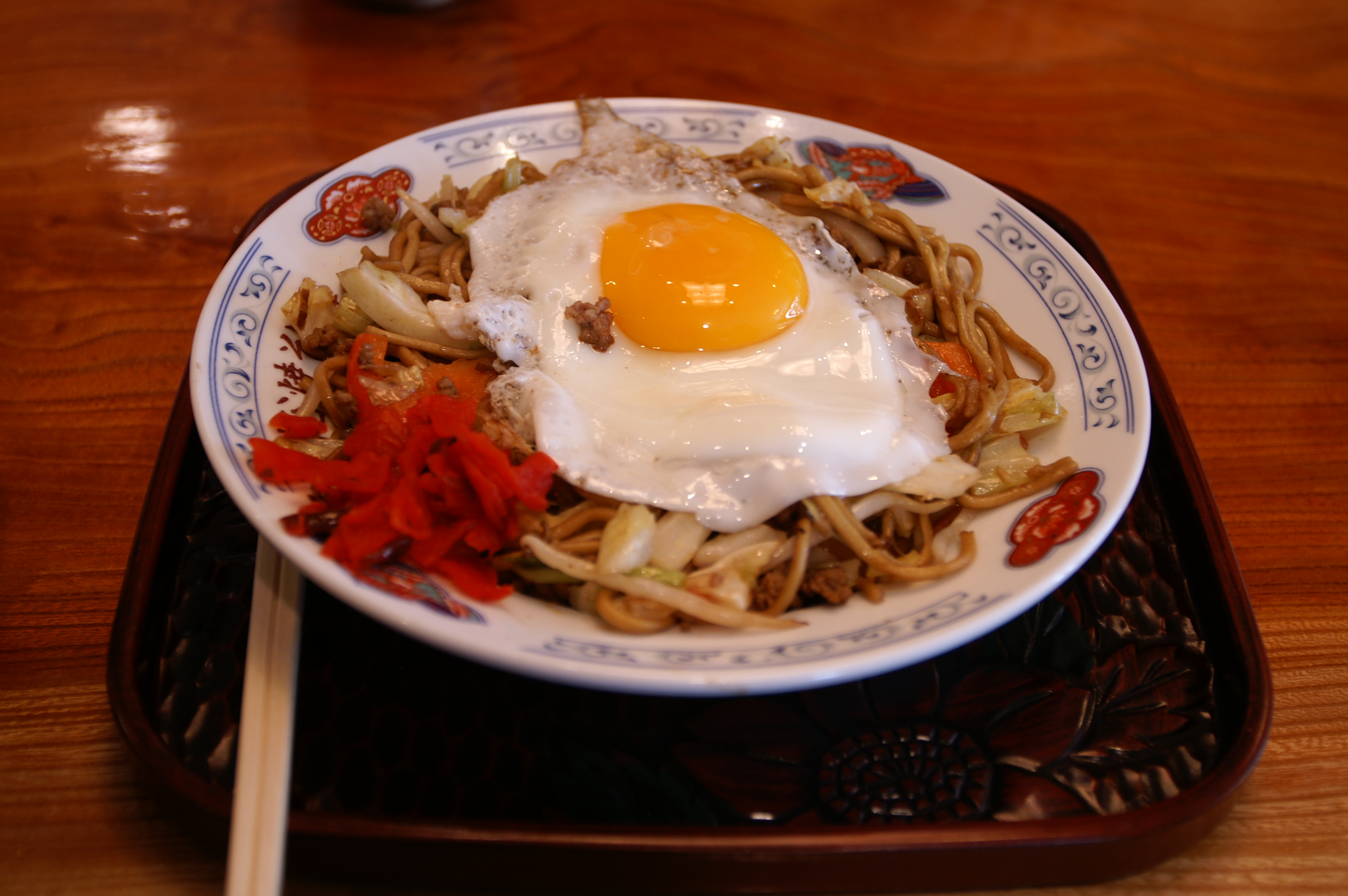
横手やきそば

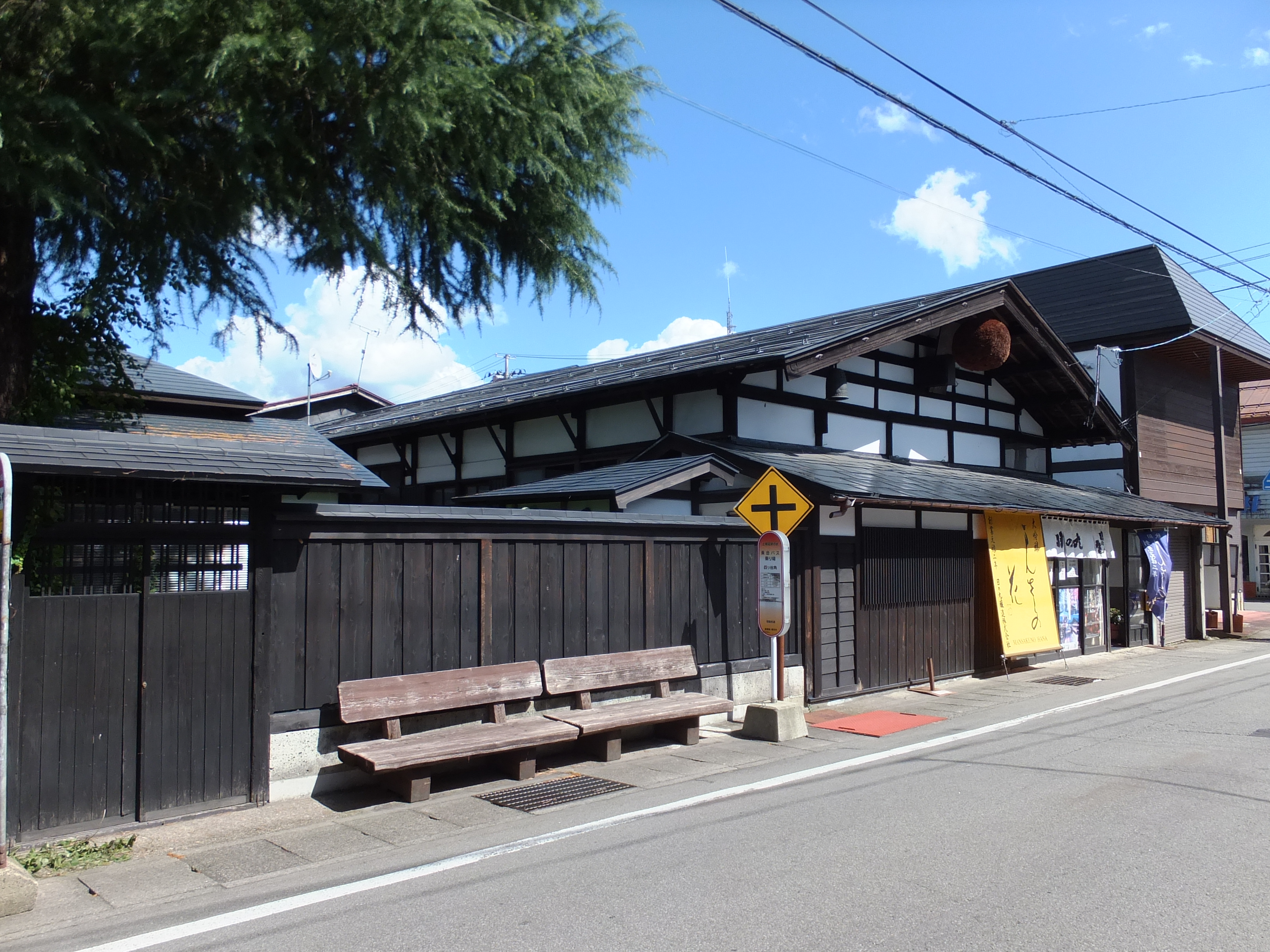
日の丸醸造 （横手市増田）

  - 「かまくら」「雪の音」「秋田囃子」：阿桜酒造[注釈 7]
  - 「天の戸」（あまのと）：平鹿町浅舞の浅舞酒造
  - 「まんさくの花」：日の丸醸造[注釈 8]
- 十文字中華そば（十文字地域）
- 十文字和紙（十文字地域）
- ホップ（大雄地域）：キリングループが支援協定を締結している[210]。
- 山内にんじん（山内地域）
- 山内いものこ（山内地域）

## 金融機関
- 秋田銀行（市内6支店）
- 北都銀行（市内6支店1出張所）
- 北日本銀行横手支店
- 秋田信用金庫横手支店
- 羽後信用金庫（市内3支店）
- 東北労働金庫横手支店
- 秋田ふるさと農業協同組合（本店所在地）

### 指定金融機関
北都銀行が指定金融機関、秋田銀行と北日本銀行が指定代理金融機関である。
北都銀の前身の羽後銀行は、増田銀行としての発足当時、増田村（旧・増田町）に本店を置いた。その後、横手町（旧・横手市）に本店を移転した経緯から、合併市のほぼ全域が同行の地盤中の地盤であり、旧大雄村以外の市町村が、合併前から北都銀を指定していた。合併に伴い旧大雄村側はそれまで指定金融機関であった秋田ふるさと農業協同組合を指定代理金融機関とするように求めていた。そこで北都銀は、横手市役所大雄庁舎（旧大雄村役場）敷地内へ「横手支店横手市大雄庁舎出張所」として新市発足と同時にATMを設置し、また収納代理金融機関を全ての市内金融機関に拡張することで決着した。また、指定代理金融機関の2行は、旧市の指定を継承した。

## 郵便
郵便局
- 横手郵便局（集配局、ゆうゆう窓口設置局）
- 大森郵便局（集配局）
- 雄物川郵便局（集配局）
- 十文字郵便局（集配局）
- 館合郵便局（集配局）
- 平鹿郵便局（集配局）
- 山内郵便局
- 増田郵便局
- 羽後金沢郵便局

- 横手平城郵便局
- 横手駅前郵便局
- 横手鍛冶町郵便局
- 横手旭川郵便局
- 横手幸町郵便局
- 横手栄郵便局
- 旭郵便局
- 横手黒川郵便局
- 田根森郵便局

- 阿気郵便局
- 川西郵便局
- 八沢木郵便局
- 雄物川大沢郵便局
- 里見郵便局
- 羽後植田郵便局
- 羽後吉田郵便局
- 醍醐郵便局
- 真人郵便局

簡易郵便局
- 中杉沢簡易郵便局
- 安田簡易郵便局
- 横手赤坂簡易郵便局
- 大橋簡易郵便局

- 福地簡易郵便局
- 境町簡易郵便局
- 三重簡易郵便局
- 睦合簡易郵便局

- 吉野簡易郵便局
- 狙半内簡易郵便局
- 羽後南郷簡易郵便局

## 交通

### 鉄道
東日本旅客鉄道
- 奥羽本線

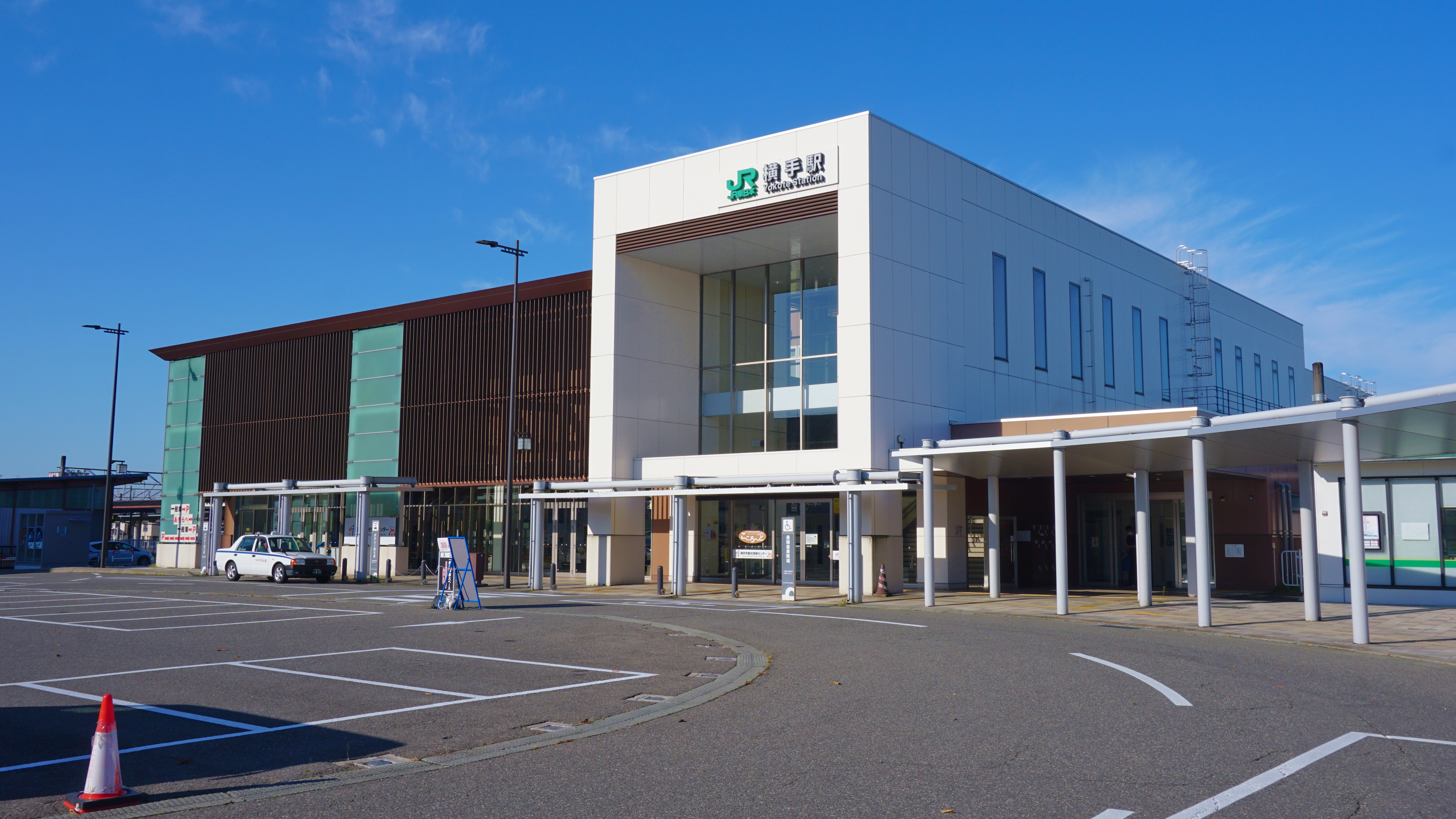
横手駅 東口

  - 十文字駅 - 醍醐駅 - 柳田駅 - 横手駅
- 北上線
  - 黒沢駅 - 小松川駅 -  相野々駅 -  横手駅

中心市街地は横手駅周辺となる。秋田新幹線は市内を通っておらず、奥羽本線の大曲駅で乗り換えることになる。

#### かつて存在した鉄道
羽後交通
- 横荘線
  - 横手駅 - 栄村駅 - 樋ノ口駅 - 東浅舞駅 - 浅舞駅 - 豊前駅 - 羽後里見駅 - 沼館駅 - 船沼駅 - 舘合駅 - 羽後大森駅 - 八沢木駅 - 二井山駅 - （終点は老方駅）

### バス
- 羽後交通
  - 横手バスターミナル
- 横手市循環バス - コミュニティバス。羽後交通（横手営業所）へ運行委託。

### 道路
高速道路
- E46 秋田自動車道
  - 大森PA - 横手北SIC - 横手IC - 山内PA
- E13 東北中央自動車道（国道13号・湯沢横手道路）
  - 横手IC - 十文字IC

一般国道
- 国道13号
- 国道107号
- 国道342号
- 国道397号[注釈 9]

主要地方道
- 秋田県道1号盛岡横手線（市内は全区間国道107号と重複）
- 秋田県道12号花巻大曲線（仙北郡美郷町との境界黒森峠付近わずかと未供用区間[注釈 10]）
- 秋田県道13号湯沢雄物川大曲線
- 秋田県道29号横手大森大内線
- 秋田県道30号神岡南外東由利線
- 秋田県道31号横手停車場線
- 秋田県道36号大曲大森羽後線
- 秋田県道40号横手東成瀬線
- 秋田県道48号横手東由利線
- 秋田県道57号十文字羽後鳥海線
- 秋田県道71号大曲横手線

一般県道
- 秋田県道108号川連増田平鹿線
- 秋田県道116号川西六郷線（横手市内は全線が秋田県道71号大曲横手線と重複）
- 秋田県道117号野崎十文字線
- 秋田県道164号二井山大森線
- 秋田県道265号湯の又前田線
- 秋田県道266号耳取後三年停車場線
- 秋田県道267号金沢吉田柳田線
- 秋田県道270号浅舞醍醐線
- 秋田県道271号植田平鹿線
- 秋田県道272号御所野安田線
- 秋田県道273号外山落合線
- 秋田県道274号中村上吉野線
- 秋田県道320号南郷黒沢線

道の駅
- さんない（国道107号）
- 十文字（国道13号）

## 教育

### 専修学校
- 秋田県立衛生看護学院

### 高等学校
- 秋田県立横手高等学校
- 秋田県立横手城南高等学校
- 秋田県立増田高等学校
- 秋田県立雄物川高等学校
- 秋田県立平成高等学校

### 中等教育学校（中高一貫校）「併設型」
- 秋田県立横手清陵学院中学校・高等学校

### 中学校
- 横手市立横手南中学校
- 横手市立横手北中学校
- 横手市立増田中学校
- 横手市立平鹿中学校
- 横手市立横手明峰中学校
- 横手市立十文字中学校

### 小学校
- 横手市立横手南小学校
- 横手市立旭小学校
- 横手市立栄小学校
- 横手市立朝倉小学校
- 横手市立横手北小学校

- 横手市立増田小学校
- 横手市立浅舞小学校
- 横手市立吉田小学校
- 横手市立醍醐小学校
- 横手市立雄物川小学校

- 横手市立大森小学校
- 横手市立大雄小学校
- 横手市立十文字小学校
- 横手市立山内小学校

### 特別支援学校
- 秋田県立横手支援学校

### 幼稚園・保育園
認定こども園
- 上宮第一幼稚園
- 上宮第二幼稚園
- 土屋幼稚園
- こひつじ幼稚園
- むつみ幼稚園
- 沼館保育園
- 相愛こども園
- 和光こども園

保育園
- 横手幼児園
- 横手マリア園
- アソカ保育園
- 明照保育園
- 白梅保育園
- 常盤保育園
- ときわベビーハウス
- むつみ乳児保育園
- 旭保育園

- 金沢保育園
- みいりの保育園
- 浅舞感恩講保育園
- 下鍋倉保育所
- 樽見内保育園
- 吉田保育所
- 醍醐保育園
- 雄物川保育園

- 大森保育園
- 川西保育園
- 十文字保育園
- にしの杜保育園
- たいゆう保育園
- ますだ保育園（公立）
- 三重保育所（公立）
- さんない保育園（公立）

### その他
- 秋田大学横手分校

## 観光

### 名所・旧跡
- 増田の町並み（伝統的建造物群保存地区）
- 旧日新館
- 横手城址（横手公園）
- 金澤八幡宮（金沢公園）
- 金沢柵跡（金沢公園）
- 大鳥井山遺跡（大鳥公園）
- 保呂羽山
  - 保呂羽山波宇志別神社
  - 保呂羽山の霜月神楽（重要無形民俗文化財）
- 横手神明社
- 旭岡山神社
- 秀衡街道（奥州山道）
- 浅舞のケヤキ（県指定天然記念物）
- 筏の大スギ（県指定天然記念物）
- 黒川のイチョウ並木
- 御役屋門
- 沼柵跡
- ヴィクトル・スタルヒンの墓

- 増田の町並み
- 横手公園展望台（横手城）
- 旧日新館
- 黒川のイチョウ並木

### 温泉
- 横手駅前温泉 ゆうゆうプラザ
- おものがわ温泉 雄川荘（雄物川地域）
- 金峰山温泉 ときめき交流センター ゆっぷる（平鹿地域）
- 戸波鉱泉（増田地域）
- おおもり温泉 さくら荘（大森地域）
- ゆとりおん大雄（大雄地域）
- あいのの温泉 鶴ヶ池荘（山内地域、休館中）
- 南郷温泉 共林荘（山内地域）

- ときめき交流センターゆっぷる
- 休養センターさくら荘
- ゆとりおん大雄
- あいのの温泉 鶴ヶ池荘

## 文化

### 祭事
- 三助稲荷神社の梵天（大森地域・1月3日、県の選択無形民俗文化財）
- 百万遍念仏講（山内地域・成人の日）
- 二井山裸参り（雄物川地域・1月第2日曜）
- かまくら（横手地域・2月15日 - 16日）
- 旭岡山神社の梵天奉納祭（横手地域・2月17日）
- 梨木水かぶり（十文字地域・2月第3日曜）
- 鹿島様（山内／雄物川／大雄地域・4月29日、7月～8月）
- 荒処の沼入り梵天（平鹿地域・5月4日、国の選択無形民俗文化財）
- 藤巻の厄神立て（大雄地域・6月上旬の日曜）
- 田楽灯ろう（大森地域・7月19日）
- 送り盆行事（横手地域・8月16日、県の指定無形民俗文化財）
- 深間内神楽（平鹿地域・8月23日）
- 仁井田番楽（十文字地域・9月7日、県の指定無形民俗文化財）
- 金澤八幡宮伝統掛唄（横手地域・9月14日夜 - 15日朝、県の指定無形民俗文化財）
- 沼館八幡神社例祭（雄物川地域・9月の第2土曜／日曜）
- 浅舞八幡神社祭典（平鹿地域・敬老の日直前の土曜／日曜）
- 保呂羽山の霜月神楽（大森地域・11月7日夜 - 8日朝、国の重要無形民俗文化財）

- かまくら
- 旭岡山神社の梵天奉納祭
- 荒処の沼入り梵天

### イベント
- 銀河系宇宙ほらふき決勝大会（雄物川地域、1月中旬）
- 光頭会（雄物川地域、2月）
- あきた十文字映画祭（十文字地域、2月）
- 横手の雪まつり（横手地域、2月15日 - 17日）
- たらいこぎ競争（真人公園、4月29日・8月16日）
- よこて桜まつり（横手公園・金沢公園、4月下旬）
- 秋田スカイフェスタ（平鹿地域、5月3日 - 5日）
- 大森リゾート村芝桜フェスタ（大森地域、5月中旬 - 下旬）
- 浅舞公園あやめまつり（平鹿地域、6月下旬 - 7月上旬）
- 十文字さくらんぼまつり（十文字地域、6月15日 - 7月15日）
- おもフェス（雄物川中央公園、7月中旬）
- よこての全国線香花火大会（蛇の崎川原、7月下旬）
- ラッキー祭り（十文字地域、7月）
- 猩々まつり（十文字地域、7月下旬）
- 大雄サマーフェスティバル（大雄地域、7月の最終土曜日）
- 送り盆まつり（横手地域、8月）
- は・は・は祭り（雄物川地域、8月8日）
- YOKOTE音FESTIVAL（横手地域、8月下旬）
- いものこまつり in 鶴ヶ池（山内地域、9月の第3日曜日）
- 増田の花火（増田地域、9月14日）
- 増田蔵の日（増田地域、10月）
- 真人公園りんごまつり（真人公園、10月中旬）
- よこて菊人形まつり（秋田ふるさと村、10月下旬 - 11月上旬）
- イルミネーションイベント
  - よこてイーストイルミネーション（11月中旬 - 2月中旬）
  - 大雄イルミネーション（大雄地域局前、12月上旬 - 12月下旬）
  - JR十文字駅イルミネーション（12月上旬 - 1月上旬）
  - 槻の木光のファンタジー（平鹿地域、12月中旬 - 1月中旬）

- 秋田スカイフェスタ
- 大森リゾート村芝桜フェスタ
- 浅舞公園あやめまつり
- 横手の送り盆まつり

## 著名な出身者

### 貴族・武士
- 小野寺義道（戦国大名、旧横手市出身）
- 清原武則（平安時代の俘囚豪族、鎮守府将軍、旧横手市出身）
- 清原光頼（武則の兄、平安時代の俘囚豪族、旧横手市出身）

### 政治家
- 伊藤直純（憲政党衆議院議員、旧横手市出身）
- 笹山茂太郎（自由民主党衆議院議員、旧横手市出身）
- 笹山登生（衆議院議員、旧横手市出身）
- 柴田正敏（第73代全国都道府県議会議長会会長、第68代秋田県議会議長、秋田県議会議員、元雄物川町議会議員、旧雄物川町出身）
- 寺田学（衆議院議員、寺田典城の次男、旧横手市出身）
- 寺田静（参議院議員、寺田学の夫）
- 沼田宇源太（衆議院議員、旧横手市出身）
- 千田謙蔵（横手市長、旧横手市出身）

### 学者
- 泉宏之（会計学者、横浜国立大学教授、日本簿記学会会長）
- 工藤祐舜（植物学者、元台北帝国大学教授）
- 笹山晴生（笹山茂太郎の子で登生の兄。東京大学元教授、専門は日本古代史）
- 遠藤熊吉（教育者、旧増田町出身）

### 実業家
- 上田準二（ユニー・ファミリーマートホールディングス代表取締役社長、旧大森町出身）
- 山下太郎（実業家、旧大森町出身）
- 塩田雄次 （北都銀行初代会長、元羽後銀行頭取、会長、旧雄物川町出身）

### 文化人
- 加瀬谷東嶺（絵師、旧増田町出身）
- 村上良子（紬織作家）
- 石川達三（作家、旧横手市出身）
- 泉川白水（俳人、画家、旧横手市出身）
- 下田憲一郎（風刺漫画雑誌『東京パック』編集者，旧横手町出身）
- 鈴木清（プロレタリア作家、旧横手市旭地区出身）
- 水木京太（劇作家、演劇評論家、旧横手町出身）
- 松井如流（書家、旧横手市出身）
- きくち正太（漫画家、旧大森町出身）
- 佐々木康（映画監督、旧雄物川町出身）
- 島森路子（雑誌編集長、旧横手市出身）
- 矢口高雄（漫画家、旧増田町出身）
- 土田世紀（漫画家、旧大森町出身）
- 泉谷閑示（精神科医、旧十文字町出身）

### 芸能人
- 秋田家万助（漫芸師、旧大雄村出身）
- Cup's（ロックバンド、旧大雄村出身）
- THE SxPLAY（歌手、横手市出身）
- 高橋優（ミュージシャン、旧山内村出身）
- 鶴岡雅義（鶴岡雅義と東京ロマンチカ、旧平鹿町出身、出生地は新潟県小千谷市、浦和高等学校卒業）
- 人見きよし（お笑いタレント、俳優、旧増田町出身）
- 壇蜜（グラビアタレント、女優、横手市出身）
- ヒラノノゾミ（女優、横手市出身）
- 米内佑希（声優、横手市出身）
- 齋藤璃佑（俳優、横手市出身）

### スポーツ選手
- 宇佐美大輔（バレーボール選手、旧雄物川町出身）
- 大ノ森金市（大相撲力士、前頭5枚目、旧大森町出身）
- 大蛇潟金作（大相撲力士、前頭筆頭、旧平鹿町出身）
- 公地次男（大相撲力士、十両3枚目、旧平鹿町出身）
- 照ノ海十二（大相撲力士、十両17枚目、旧平鹿町出身）
- 開錦豪藏（大相撲力士、十両16枚目、旧十文字町出身）
- 清瀬川敬之助（大相撲力士、関脇、旧大森町出身）
- 清ノ森政夫（大相撲力士、前頭9枚目、旧大森町出身）
- 清美川梅之（大相撲力士、前頭筆頭、旧十文字町出身）
- 中川申也（プロ野球選手、元阪神タイガース、旧山内村出身）
- 日本海忠藏（大相撲力士、前頭16枚目、旧雄物川町出身）
- 長谷川誠（プロバスケットボール選手、秋田ノーザンハピネッツ、旧雄物川町出身）
- 佐藤清美（プロバスケットボール選手、バスケットボール指導者、旧大森町出身）
- 平鹿川泰二（大相撲力士、前頭13枚目、旧雄物川町出身）
- 前ノ山政三（大相撲力士、前頭13枚目、旧平鹿町出身）
- 村田辰美（プロ野球選手、元近鉄バファローズ・横浜大洋ホエールズ、旧横手市出身）
- 若瀬川栄蔵（大相撲力士、前頭筆頭、旧雄物川町出身）
- 北島良子（陸上競技長距離走・マラソン選手、トレイルランナー、旧横手市出身）
- 高橋勇市（陸上競技・マラソン選手、パラリンピック代表、旧横手市出身）
- 向川桜子（スキー選手、富士フイルムBI秋田株式会社所属、旧横手市出身）
- 将豊竜将太（大相撲力士、幕下3枚目）、旧十文字町出身）

### その他
- 石田東四郎（軍人、旧増田町出身）
- 佐藤誠太（NHKアナウンサー、旧十文字町出身）
- 竹林宏（NHKアナウンサー、旧十文字町出身）
- 長岡杏子（TBSアナウンサー、旧横手市出身）
- 雅姫（ファッションモデル・ファッションデザイナー、旧横手市出身）
- 佐藤尚（東洋大学陸上競技部スカウト兼任コーチ、旧平鹿町出身）
- 柿崎明二（共同通信社論説委員、旧平鹿町出身）
- 藤原美智子（ヘアメイクアーティスト、旧山内村出身）
- 竹澤知代志（牧師、日本基督教団出版局長、玉川平川教会牧師）

## ゆかりのある人物
- 清原武則（前九年の役で活躍、鎮守府将軍）
- 清原家衡（平安時代の俘囚豪族、旧横手市で敗死）
- 小笠原光冬（旧増田町一帯の領主、のちに戸沢氏家臣）
- 小野寺輝道（戦国大名、旧横手市在住）
- 佐竹義宣（久保田藩藩主、横手城を支城として整備）
- 最上義光（戦国大名、十文字・平鹿などを小野寺氏から奪取）
- 本多正純（元江戸幕府老中、旧横手市が配流地）
- 石橋湛山（東洋経済新報社社長、戦後内閣総理大臣、太平洋戦争中に東洋経済新報社本社を横手市に疎開させる）
- 川俣清音（日本社会党衆議院議員、故人、旧横手市に在住していた）
- 寺田典城（参議院議員、秋田県知事、旧横手市長。出生地は大仙市の大川西根）
- 石坂洋次郎（作家、横手高等女学校（現横手城南高）、旧制横手中学校（現横手高校）で教鞭をとった）
- 深澤多市（旧横手町助役、民俗学者・郷土史家）
- 戎谷南山（画家、旧横手市在住）
- 妹尾兼忠（大力で知られる伝説の人物）
- ヴィクトル・スタルヒン（日本プロ野球選手、墓所が旧雄物川町の崇念寺）
- 中山美穂、中山忍（両親が横手市在住）
- むのたけじ（ジャーナリスト）